# Volney
Pour les articles homonymes, voir Chassebœuf, Giraudais et Volney (homonymie).
Constantin-François Chassebœuf de La Giraudais, dit Volney, puis comte de Volney, né le 3 février 1757 à Craon et mort le 25 avril 1820 à Paris, est un voyageur, historien, philosophe, orientaliste et homme politique français.
Hôte dans sa jeunesse des salons du baron d’Holbach et de Madame Helvétius, il se fait connaître avec son Voyage en Égypte et en Syrie (1787). Il siège comme député aux États généraux de 1789 puis à l’Assemblée nationale constituante. Son ouvrage le plus célèbre, Les Ruines (1791), est le premier à défendre la thèse mythiste concernant les origines du christianisme.
Il échappe de justesse à la guillotine pendant la Terreur et s’exile  aux États-Unis d’Amérique en 1795. Ami de Thomas Jefferson, il est soupçonné d’être un espion par le président John Adams, qui le fait chasser du pays en 1798. À son retour, il est l’un des principaux instigateurs du coup d'État du 18 brumaire. Il est un conseiller intime de Bonaparte au début du Consulat, avant de prendre ses distances à la suite du Concordat de 1801. Tout au long de l’Empire, ce sénateur « idéologue », élevé à la dignité de comte en 1808, fait partie des rares et discrets opposants tolérés par Napoléon Ier. Il se rallie en 1814 à Louis XVIII, qui le nomme à la Chambre des pairs.
Membre de l’Académie française, de la Société américaine de philosophie, de la Société asiatique de Calcutta et de l’Académie celtique, il est l’auteur de recherches sur la chronologie antique et de travaux linguistiques (il a rêvé jusqu’à sa mort d’un alphabet universel).

## Premières années
Constantin-François Chassebœuf de La Giraudais naît le 3 février 1757 à Craon. Son père, Jacques-René Chassebœuf (1727-1796), est un avocat issu d’une lignée d’hommes de loi. Sa mère, Jeanne Gigault (1728-1759), est la fille de Joseph Gigault (1688-1771), sieur de La Giraudais (un domaine situé à côté de la baronnie de Candé). Les Gigault habitent un manoir et sont en relation avec des parlementaires de Rennes et de riches négociants de Nantes.
Après son mariage en 1756, la mère de Volney s’installe à Craon, dans la maison paternelle de la rue des Juifs. Elle meurt à l’été 1759, alors que son unique fils est âgé de 2 ans. Souffrant dès l'enfance d’une santé fragile, Constantin-François est élevé par deux gouvernantes superstitieuses, qui lui transmettent la « terreur des revenants ». Ses relations avec son père sont froides et distantes ; elles le resteront jusqu’au bout.
À l’âge de 7 ans, il est placé dans un petit internat religieux d’Ancenis, où il subit les châtiments corporels de ses maîtres, comme beaucoup d'écoliers de son temps. Il se rapproche de sa famille maternelle, en particulier de son oncle Louis, père de sa cousine Charlotte (1766-1864) qu’il finira par épouser.
À 12 ans, Constantin-François est inscrit chez les oratoriens d’Angers, qui lui inculquent une solide culture latine. Connu sous le nom de Boisgirais (toponyme d’une métairie de son père), il y manifeste une défiance précoce à l’égard de l’enseignement historique et religieux qui lui est professé. Il s’intéresse aux origines des livres de l’Ancien Testament et se met en tête d’apprendre l’hébreu pour en réaliser ses propres traductions.
Son tempérament studieux et solitaire lui vaut le sobriquet d’ermite de la part de ses condisciples. L’un d’eux, François-Yves Besnard (qui demeura son ami jusqu’à sa mort), lui aussi pensionnaire chez un libraire angevin, témoigne à son sujet : « Volney était le seul de la maison qui ne prenait pas de part à nos différents jeux, quoiqu’il en restât volontiers le spectateur silencieux pendant des heures entières ».
À l’approche de ses 18 ans, il s’inscrit à la Faculté de droit d’Angers, faisant aussi une partie de ses études[Lesquelles ?] au Collège des Jésuites de Rennes, ville où il reviendra plus tard, et sollicite son indépendance, qui est entérinée lors d’un conseil de famille réuni à Craon. Disposant d’une rente de 1 100 livres sur la succession de sa mère, il quitte ses terres natales pour Paris à l’été 1775.

### Paris et les Lumières
À son arrivée dans la capitale, sa santé délicate l'incite à abandonner le droit pour la médecine. Il approfondit pendant trois ans ses connaissances pratiques à l’Hôtel-Dieu (au pied de la cathédrale Notre-Dame) et se lie d’amitié avec Delamétherie et Proust.
En 1777, il fait la connaissance de Cabanis à l’École de médecine. Celui-ci, introduit par Turgot chez le baron d'Holbach, l'y présente à son tour. Dans les salons d’Holbach, rue Royale Saint-Roch, Boisgirais croise notamment Chamfort, Marmontel et Saint-Lambert, mais aussi Diderot, d’Alembert et Buffon. Le jeune homme est inspiré par l’athéisme et le matérialisme du baron, exposés dans son Système de la nature. L’idée d’une morale rationaliste, procédant de la nécessité sociale plutôt que de la superstition, aura sur lui une influence durable.
À partir du printemps 1778 (au moment du retour triomphal de Voltaire et de sa mort à Paris), Cabanis et Boisgirais fréquentent aussi le salon de Madame Helvétius, rue d'Auteuil. Ils ont même le privilège d’être logés chez elle. Veuve depuis 1771, Madame Helvétius avait perdu son unique garçon (né comme eux en 1757) alors qu’il était encore un nourrisson. Elle développe une relation quasi-filiale avec les deux amis, tous les deux orphelins de mère depuis l’enfance.
Parmi les habitués de la maison d'Auteuil, on retrouve Diderot, d’Alembert, Lavoisier, Condorcet ou encore Malesherbes. Boisgirais s’entretient fréquemment avec l’ambassadeur américain Benjamin Franklin, ami intime de Madame Helvétius. Il est probablement initié à cette époque au sein de la loge maçonnique des Neuf Sœurs.
Il abandonne ses études de médecine avant leur terme pour se consacrer à l'orientalisme. Maîtrisant le grec ancien et lisant l’hébreu, il s’inscrit en 1780 au cours d’arabe donné au collège de France par Le Roux Deshauterayes, qui lui fait découvrir Erpenius, Michaelis et Niebuhr (auteurs des ouvrages de référence pour les arabisants du XVIIIe siècle). Boisgirais se convainc qu’il lui faut voyager en Orient pour approfondir ses connaissances par l’expérience, et non se contenter d’être un savant de bibliothèque.
À l’été 1782, il se retire chez son oncle en Anjou et se soumet à un entraînement méthodique pour s’habituer aux privations et à la fatigue qui l’attendent. C’est au moment de son départ qu’il prend le pseudonyme de Volney, contraction de Voltaire et de Ferney, le village adoptif du philosophe qu’il admire.

## Voyage en Égypte et en Syrie
Les raisons de son voyage ne se limitent pas à des motivations savantes, ou à la quête d’aventure d’un jeune homme de 25 ans. Il est probable qu’une mission de renseignement lui ait secrètement été confiée à cette occasion par les services du comte de Vergennes,, comme le laisse penser l'importance qu'il donnera aux considérations politiques et militaires dans l’ouvrage publié à son retour.

### Itinéraire (1783-1785)
Il embarque sur une corvette à Marseille en décembre 1782 et débarque à Alexandrie au début de l’année 1783. Il vogue ensuite sur le Nil en direction du Caire.
Après la visite des pyramides de Gizeh, aux pieds desquelles il passe une nuit à la belle étoile, il part en juillet en excursion à Suez, sur les rivages de la mer Rouge. Le 26 septembre 1783, il quitte Le Caire et redescend le Nil jusqu’à Damiette, pressé de quitter l’Égypte où se propagent la famine et la peste,.
Volney privilégie d’abord la navigation, plus sûre et plus rapide. Il passe par les ports de Jaffa, Acre, Tyr, Sidon et Beyrouth, avec une escale en novembre à Larnaca, sur l’île de Chypre. Il débarque finalement en Turquie, à Alexandrette, et progresse vers le sud à l’intérieur des terres. Il séjourne à Alep au tournant de l’année 1784, puis à Tripoli sur le littoral.
Au mois de mars, il gravit le mont Liban encore enneigé, et atteint le couvent de Dhour Choueir où il est accueilli par les moines basiliens. Il réalise plusieurs expéditions à partir du monastère : Beyrouth, Antoura, Deir-el-Qamar, Djebel el-Druze, Damas et surtout Baalbek en août, où il visite les ruines des temples romains sous un soleil brûlant.
Volney fait ses adieux à ses hôtes basiliens en octobre et descend le Jourdain jusqu’à Jérusalem. Il passe par Bethléem et Jéricho, s’enfonce dans les terres jusqu’aux rivages de la mer Morte, puis regagne Jaffa sur la côte, avant de descendre à Gaza en janvier 1785. C’est là qu’il côtoie brièvement une tribu de Bédouins, les Ouâhydât, dont il détaillera les mœurs et les conditions d’existence. Rebuté par l’extrême frugalité du mode de vie nomade, il se sépare de la tribu après quelques semaines.
Au début du mois de mars, il rembarque à Acre en compagnie du peintre Cassas, qui le documente sur les ruines de Palmyre (que Volney n’a pas vues de ses propres yeux) et lui offre un dessin du Sphinx de Gizeh et des pyramides. Après une courte escale à Alexandrie, il débarque à Marseille en avril 1785, achevant un périple de vingt-huit mois.

### Retour en France
À son arrivée, Volney monte aussitôt à Paris. Il reprend contact avec le baron d’Holbach et réintègre le cercle d’Auteuil de Madame Helvétius. Benjamin Franklin, sur le point de regagner l’Amérique, le présente à Thomas Jefferson, son successeur à l’ambassade des États-Unis.
Il rentre à Craon en juin 1785. Les fêtes organisées en son honneur et la curiosité bavarde des provinciaux, qui satisfont d’abord son orgueil, l’ennuient rapidement. Son mutisme affecté et dédaigneux blesse ses amis d’enfance. De surcroît, il apprend avec amertume que sa jeune cousine Charlotte Gigault de la Giraudais, qu'il aime secrètement, a épousé un notaire royal de Nantes. Cette déconvenue le pousse à vendre ses propriétés de Candé héritées de sa mère et à regagner à l’automne la maison Helvétius, qui lui paraît son véritable foyer. C’est donc à Auteuil qu’il travaille à la rédaction de son premier ouvrage, sollicitant les réflexions et les conseils stylistiques de son entourage.

### Publication

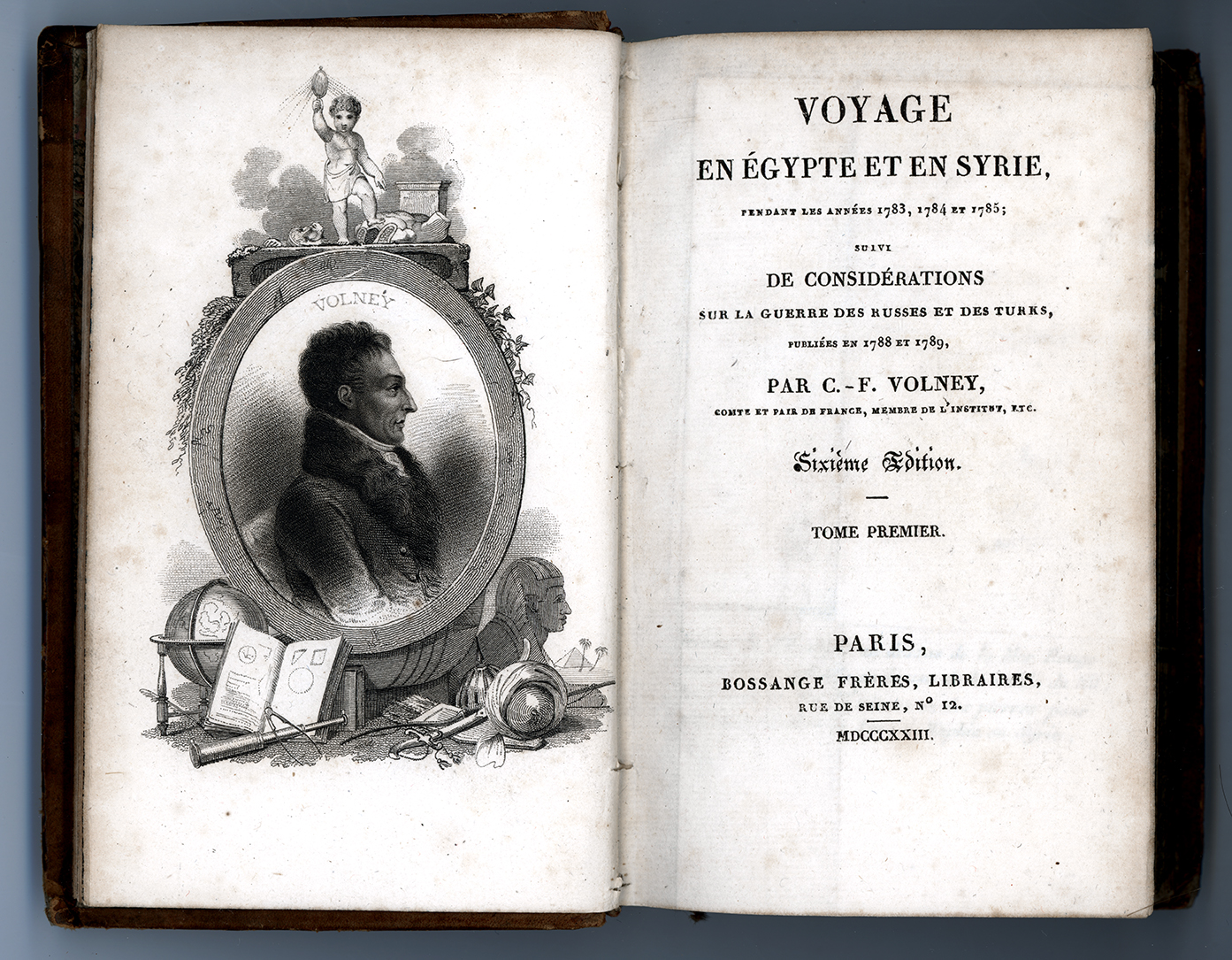
Frontispice et page de titre du Voyage en Égypte et en Syrie, édition de 1823.

La publication du Voyage en Syrie et en Égypte est approuvée par la censure royale le 1er février 1787.
Suivant les préceptes de l’Encyclopédie de Diderot et d’Alembert (tous les deux décédés pendant son voyage), Volney met en œuvre une approche pluridisciplinaire. Le livre comporte pour chacun des deux pays étudiés une « description de l’état physique » (géologie, hydrologie, météorologie et épidémiologie) suivie d’une « description de l’état politique » (où se mêlent l’ethnologie, la politologie, la psychologie, l’économie et l’agronomie).
L’attention portée aux détails et aux quantités, la précision, la sobriété et la sécheresse scientifiques de son style ; tout cela contraste avec les épanchements de ceux qu’il nomme les « conteurs aux rêveries systématiques ». Il est conscient de la tendance qu’ont les voyageurs à embellir leurs récits et critique en particulier les descriptions enchantées de l’Égypte par Savary, auxquelles il oppose un réalisme austère.
À partir de la multitude d’observations qu’il a récoltées, Volney peint une vision désabusée et pessimiste de la société orientale, en proie à la misère, à la violence et à l’ignorance. Pour expliquer cet état détérioré de la condition humaine, il s’écarte de la théorie des climats de Montesquieu en insistant sur le rôle des institutions politiques et religieuses. Il s’en prend au « despotisme militaire » des Ottomans, qu’il juge inaptes à gouverner.
Sa critique de l’arbitraire et du fanatisme s’inscrit dans la continuité de celles formulées par ses maîtres, Voltaire, Helvétius et d'Holbach. La théocratie et la tyrannie induisent une léthargie des individus, qui se fondent dans la masse d’une communauté soupçonneuse, profondément angoissée et résignée. De cette vision désenchantée de l’Orient se dégage entre les lignes un réquisitoire contre l’absolutisme et le cléricalisme de l’Ancien régime.

#### Réflexions sur l’Égypte ancienne

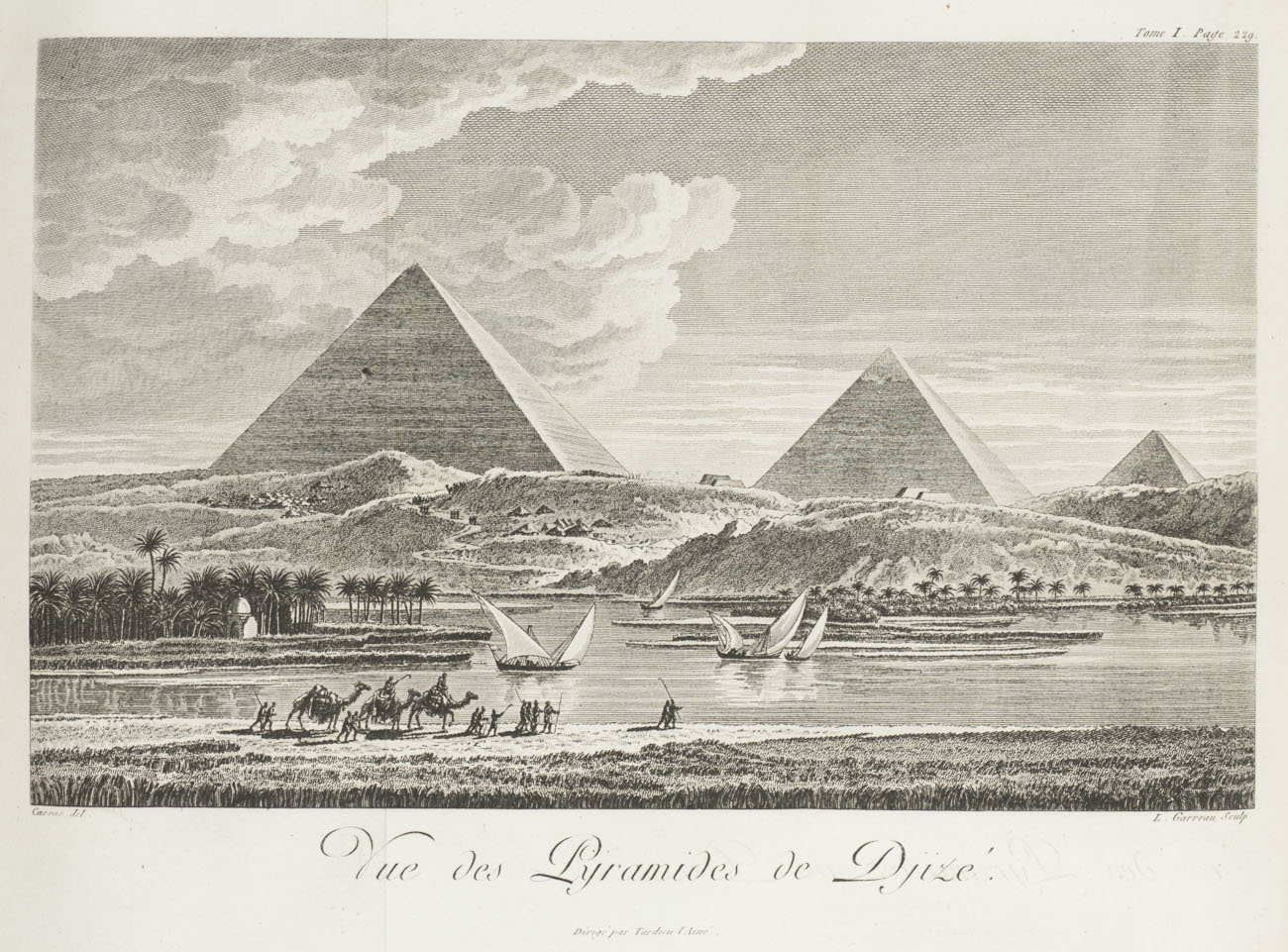
Illustration des pyramides de Gizeh dans l’édition de 1787.

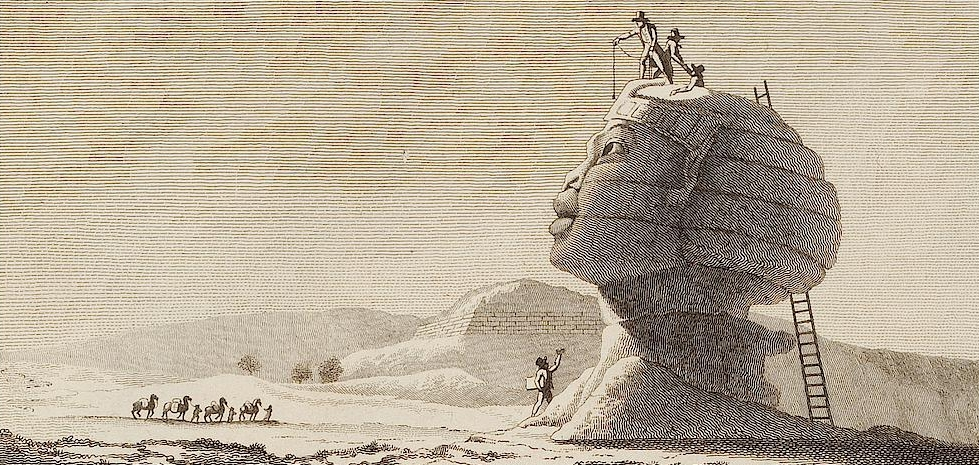
Le Sphinx de Gizeh d'après un dessin de Vivant Denon (1798).

À propos de la pyramide de Khéops, la fascination initiale qu'il éprouve devant le monument s’estompe rapidement. Il y voit « l’orgueil d’un luxe inutile », le vestige d’une injustice millénaire : « on s’afflige de penser que pour construire un vain tombeau, il a fallu tourmenter vingt ans une nation entière. »
Volney attribue au Sphinx de Gizeh un visage de nègre, : « Quel sujet de méditation, de voir la barbarie et l'ignorance actuelles des Coptes, issues de l'alliance du génie profond des Égyptiens et de l'esprit brillant des Grecs ; de penser que cette race d'hommes noirs, aujourd'hui notre esclave et l'objet de nos mépris, est celle-là même à qui nous devons nos arts, nos sciences et jusqu'à l'usage de la parole. D'imaginer enfin que c'est au milieu des peuples qui se disent les plus amis de la liberté et de l'humanité que l'on a sanctionné le plus barbare des esclavages et mis en problème si les hommes noirs ont une intelligence de l'espèce des hommes blancs ! ».
La thèse d’une origine subsaharienne des anciens Égyptiens est aujourd'hui contestée par les recherches génétiques. 

#### Réception et postérité de son ouvrage
La publication du Voyage de Volney est un événement littéraire. Son témoignage est comparé à l’Enquête d’Hérodote. Une version anglaise est publiée à Londres dès 1787, suivie de traductions dans plusieurs langues européennes. Le baron de Grimm, rencontré chez d’Holbach, fait parvenir un exemplaire à l’impératrice Catherine II.
Dix ans plus tard, les membres de l’expédition d’Égypte seront unanimes quant au réalisme de ses descriptions. Bonaparte, Berthier et Bourrienne estimeront que Volney est le seul à ne jamais les avoir trompés. Le dessinateur Vivant Denon écrit : « forme, couleur, sensation, tout y est, et peint avec un tel degré de vérité, que quelque mois après, relisant ces belles pages de son livre, je crus que je rentrais de nouveau à Alexandrie. »
Le Voyage de Volney lui confère une réputation de jeune aventurier énigmatique, revenu d’Orient avec les secrets de la sagesse. Son récit influencera les écrivains romantiques, comme Chateaubriand, (Itinéraire de Paris à Jérusalem, 1811), Lamartine (Voyage en Orient, 1835) et Nerval (Voyage en Orient, 1851), qui le citent tous les trois.

### Considérations sur la guerre des Turcs et des Russes
Le succès de son Voyage l’a fait connaître dans les milieux diplomatiques : il est en relation avec le secrétaire d’ambassade de Venise, avec le représentant du roi d’Espagne, et surtout avec l’ambassadeur Thomas Jefferson.
Le 26 février 1788, il publie un deuxième ouvrage, les Considérations sur la Guerre des Turcs et des Russes, qu’il a rédigé en réaction au déclenchement, à l’été 1787, de la septième guerre opposant les deux empires. Volney examine les suites probables du conflit et la conduite que devrait selon lui adopter la France pour défendre ses intérêts.
Il fait le constat de la décadence de la Turquie, dont les tentatives de réformes semblent condamnées à l’échec par le poids de ses traditions et la mentalité obscurantiste de ses élites. À l’inverse, la puissance de la Russie, alors rejetée par l’Europe au rang des « barbares asiatiques », n’a fait que croître depuis Pierre le Grand. Volney souligne la dimension religieuse du conflit, sur lequel plane le « rêve grec » de Catherine II, qui souhaite reconstituer l’Empire byzantin.
La victoire de la Russie, civilisation en plein essor, lui apparaît certaine. Face à ces événements, Volney prône la neutralité de la France, seule position raisonnable. Il juge irréaliste le projet de conquête de l’Égypte formulé par le baron de Tott : il exigerait une triple guerre contre l’Angleterre, la Turquie et les mamelouks, que la France surendettée serait incapable de mener. Il fixe comme priorité le rétablissement interne du royaume.
Catherine II lui adresse en juin 1788 une médaille d’or par l’intermédiaire du baron de Grimm,. Les Considérations de Volney sont assez mal reçues dans les cercles diplomatiques français, qui voient en lui un profane indiscret, mésestimant le dangereux ascendant que la Russie tirerait du démembrement de l’Empire ottoman. Un ancien consul en Turquie, Claude-Charles de Peyssonnel, publie une réponse acerbe à ces « inconsidérations »[Comment ?].

## La Révolution
En 1787 et 1788, Volney gravite dans plusieurs cercles intellectuels parisiens. Il fréquente l’hôtel de la Monnaie, où Condorcet et sa femme Sophie reçoivent à dîner. Delamétherie l’introduit dans les foyers de discussion maçonniques ; il se rapproche de Lalande (fondateur des Neuf Sœurs) et de Dupuis (qui l’initie à l’interprétation astronomique des mythes). C’est à cette époque qu’il fait la connaissance de Mirabeau, de Sieyès ou encore du docteur Guillotin.
Il devient membre, aux côtés de Lacépède et Lavoisier, de la Société des amis des Noirs, fondée en février 1788 par Brissot et l’abbé Grégoire. Ses vues abolitionnistes, alors que sa fortune est placée dans le commerce nantais, lui valent l’hostilité d’une partie des notables de sa « province ».

### La Sentinelle du Peuple
Le 8 août 1788, Louis XVI convoque les états généraux du royaume pour le printemps suivant. Volney décide de (re)partir pour Rennes, la capitale parlementaire de la Bretagne, afin d’y participer activement à la lutte politique.
Conscient de l’importance croissante de la presse, il multiplie les pamphlets. Le premier numéro de sa feuille politique La Sentinelle du Peuple, périodique adressé à tous les membres du tiers état de la province de Bretagne, paraît en novembre, bénéficiant d' « une grande vogue (...). [...] D'après une tradition fort répandue, mais qui n'est confirmée, croyons-nous, par aucun renseignement historique, c'est dans une humble mansarde de la rue [ rennaise ] Saint-Georges que Volney imprimait clandestinement lui-même La Sentinelle du peuple. Prévenu que ses ennemis avaient découvert sa retraite, il alla se réfugier [dans un faubourg nord-est alors hors-octroi de la ville de Rennes], sur la route de Fougères [puis de Bayeux], dans le château de Maurepas, alors inhabité et délabré [détruit en 1967, mais dont l'emplacement se situait au niveau du 227 de l'actuelle rue de Fougères]. Là il put travailler avec plus de sécurité, protégé par la superstition populaire qui voulait que ce château [attesté dès le XIIIe siècle, reconstruit au XVIIe, composé de deux pavillons, dont l'un présentait un toit à l'impériale] fût hanté par des esprits et des revenants. »
Y incitant les roturiers à la désobéissance, Volney réclame l’égalité de tous devant l’impôt, la suppression de l’hérédité des fonctions officielles et le vote par tête (et non par ordre), condition de la victoire du tiers aux états généraux. Il n’hésite pas à s’attaquer à l’un des principaux aristocrates de la province, le comte de Serrant, qui l’a accusé d’être un agitateur stipendié.
L’hiver glacial de 1788-1789 accroît la misère et la colère du peuple. L’émeute rennaise de la fin janvier 1789 le décide à partir pour Angers, où il présente sa candidature à la députation. Les procédures engagées contre Volney par un Parlement très impopulaire, qui fait brûler ses brochures, contribuent à son élection le 19 mars 1789. Il est l’un des neuf représentants du tiers état de la sénéchaussée d’Angers, avec notamment La Révellière, Milscent et Desmazières.

### Député aux états généraux
Il arrive à Versailles à la mi-avril 1789 et s’installe au 66 rue de la Paroisse-Notre-Dame. Son nom est alors un des plus célèbres parmi les élus du tiers. Du fait de son rôle dans les événements de Rennes, il est considéré comme un allié par le groupe des députés bretons menés par Lanjuinais et Le Chapelier. Il est un des fondateurs du club breton, futur club des jacobins.
Les états généraux s’ouvrent le 5 mai avec le discours du roi. Au cours des jours suivants, les dissensions se crisallisent autour de la question du vote, le tiers souhaitant la fusion des trois ordres dans une assemblée unique.

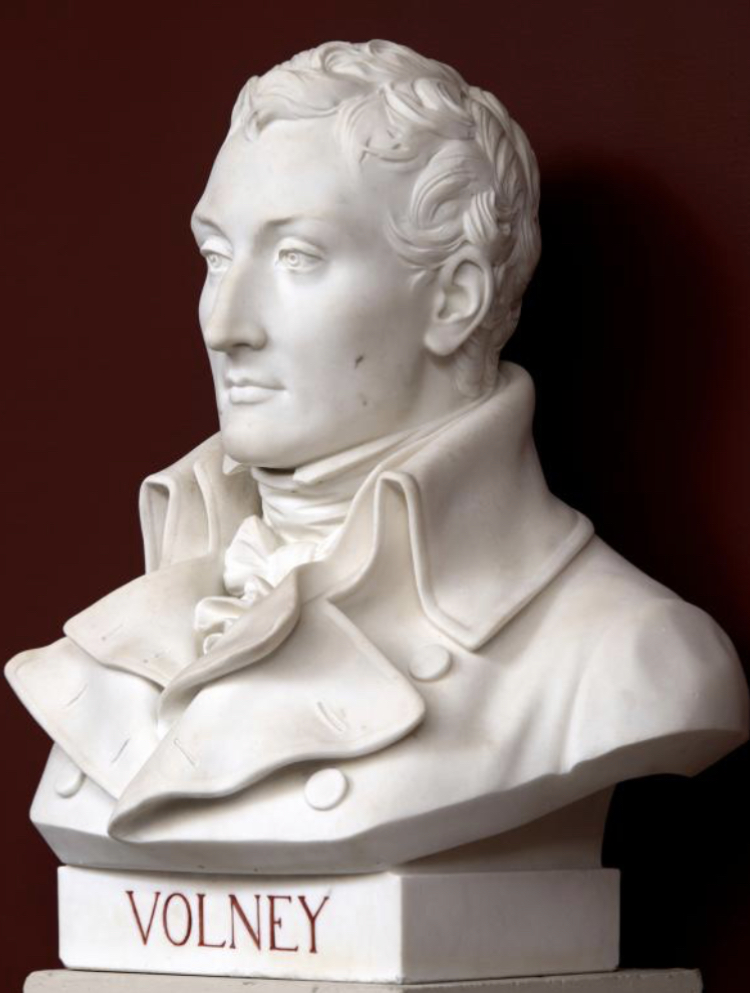
Buste de Volney en salle du Jeu de paume à Versailles, sculpté par Idrac en 1883.

Le 17 juin, alors que la situation demeure bloquée, les députés du tiers votent une motion de Sieyès : considérant qu'ils représentent au moins 96% du pays, ils se constituent en « Assemblée nationale ». Trois jours plus tard, lors du serment du Jeu de paume, ils s’engagent à rédiger une Constitution. Louis XVI, résigné, demande le 27 juin au clergé et à la noblesse de se joindre au tiers, pour former une seule assemblée.
Le caractère mélancolique et hautain de Volney, qui se lasse vite des discussions stériles entre des députés qu'il trouve vaniteux, ne l’empêche pas de prendre une part active aux événements de 1789. Il n’est pas grand orateur, mais exerce en coulisses une influence de premier plan. En bien des occasions, il laissera au tribun Mirabeau le soin d’animer ses idées de son éloquence[réf. souhaitée].

### L’Assemblée nationale constituante
Volney est l’un des 30 membres du comité de Constitution créé le 7 juillet. Après la prise de la Bastille, il s’agace du temps perdu aux débats portant sur les désordres de la rue, qui empiètent sur les discussions relatives à l’organisation des nouvelles institutions. Loin d'adhérer à ses vues pragmatiques, les députés se lancent dans l’élaboration de la Déclaration des droits de l'homme et du citoyen. Sa lassitude devant des méthodes de travail qu’il juge incohérentes s’accompagne d’un épuisement physique.
À l’occasion du plan financier proposé par Necker, il défend ardemment l’abolition de la gabelle, particulièrement impopulaire dans sa province, et prône avec Mirabeau la mise à disposition des biens du clergé, seul remède à ses yeux au déficit abyssal du royaume. Arguant que « l’État est d’autant plus puissant qu’il compte un plus grand nombre de propriétaires », il est partisan d’une division et d’une redistribution maximales des biens nationaux, afin d’en multiplier les bénéficiaires.
Au mois d’octobre, l’Assemblée quitte Versailles pour Paris, s’installant au manège du jardin des Tuileries. Volney, qui est élu secrétaire de l’Assemblée le 23 novembre, loge non loin, dans un appartement de l’hôtel de Malte, rue Saint-Nicaise. Le philosophe reprend ses habitudes à la maison Helvétius. Il est un commensal du duc de La Rochefoucauld-Liancourt et se réunit souvent avec Talleyrand, Garat et Barnave, ainsi qu’avec le comte de Lameth et le vicomte de Noailles, députés de la noblesse ralliés aux jacobins. Il fréquente également les cercles des partisans de Philippe d’Orléans. Autour de lui, Volney voit grandir la couardise de ses collègues constituants, terrorisés par la gronde populaire.
Nommé par Necker directeur de l’agriculture et du commerce en Corse (sans rejoindre son poste), il conseille Saliceti, le député du tiers état de l’île, et réclame devant l’Assemblée la réunion de la Corse à la France qui est adoptée le 30 novembre 1789.
En mai 1790, lors du grand débat de la constituante sur le droit de paix et de guerre, Volney préconise de mettre fin à la diplomatie secrète, pour que les représentants du peuple puissent décider eux-mêmes de la politique étrangère. Il propose dans son discours du 18 mai que la France s’interdise toute « guerre tendant à accroître son territoire actuel. » L’attitude prise par Mirabeau dans les débats le surprend ; il pressent la collusion de son ami avec le roi.
Dès lors, il assiste avec moins d’assiduité aux séances pour se consacrer à l’écriture des Ruines. Observateur lucide des événements, il est déçu et inquiet de la tournure prise par la Révolution. Il ne se fait pas d’illusions sur le culte de la Patrie instauré au moment de la Fête de la Fédération, prélude de l'oppression à venir. Après la mort de Mirabeau, Volney ne paraît plus à l’Assemblée qu’en témoin silencieux.

### Querelle avec le baron de Grimm
Le 5 décembre 1791, Le Moniteur universel publie une courte lettre de Volney à « M. le baron de Grimm, chargé d’affaires de S.M. l’Impératrice de Russie ». Déplorant le soutien de Catherine II aux princes émigrés qui rassemblent leurs forces à Coblence, Volney charge Grimm de rendre à l’impératrice le prix reçu en 1788 pour ses Considérations sur la guerre des Turcs et des Russes. « Veuillez lui dire que, si je l’obtins de son estime, je le lui rends pour la conserver ». Il refuse de croire que la tsarine, admirée des philosophes français, veuille en connaissance de cause « épouser la querelle des champions iniques et absurdes de la barbarie superstitieuse et tyrannique des siècles passés ».
Le 1er janvier 1792, une violente réponse à cette lettre paraît à Coblence sous le nom de Grimm, sans que ce dernier démente en être l’auteur,,. Le pamphlétaire raille la vanité de Volney, qui aurait prétendument obtenu sa « petite médaille » après « maintes sollicitations ». Il prend la défense des émigrés et accuse le philosophe de vénalité (la somme de six mille livres de rente sur les fonds du royaume est citée à de multiples reprises).
Les sarcasmes visent également le médecin Cabanis, accusé d’avoir tué Mirabeau, et tout le cercle d’Auteuil, « la loge de fous les plus ridicules de la terre ». Volney est désigné responsable de « quelques incendies dans l’Anjou et de quelques douzaines d’assassinats ».
Ce pamphlet a un écho limité, tandis que la lettre de Volney, qui se distancie d’une ennemie déclarée de la Révolution, accroît sa réputation de patriote.

### Mésaventure en Corse
En février 1792, Volney débarque avec Saliceti à Bastia, souhaitant conduire des expériences agricoles sur l'île. Il fait la connaissance à Corte du lieutenant Napoléon Bonaparte, qui le guide jusqu’à Ajaccio où il le présente à sa mère Letizia.
Le 1er mai, suivant les conseils de la famille Bonaparte, il achète la confina, un immense domaine, aux portes d’Ajaccio, qui fait de lui le plus important propriétaire foncier de la région. Ces « Petites-Indes », lui coûtent 100 000 livres (payables en 12 annuités). Imprégné des idées physiocrates et hostile à la colonisation, Volney veut prouver qu’il est possible d’établir en Méditerranée les cultures des tropiques (orangers, dattiers, cannes à sucre, caféiers, cotonniers et indigotiers).
Son séjour corse est aussi motivé par ses ambitions politiques. À son arrivée, il fait d’amères constatations sur l’état du corps social, qui repose entièrement sur le clientélisme. Il essaye de se faire nommer au directoire du département, avec l’espoir d’être ensuite élu à la Convention aux côtés de Saliceti, grâce à la diffusion d’un journal sur le modèle de la Sentinelle.
Il compte sur l’appui de Pascal Paoli, qu’il avait soutenu devant l’Assemblée constituante. Mais le vieux chef corse désapprouve les évènements de l’été 1792 et prend ses distances avec la République naissante. Paoli l’évince du directoire de l’île et s’emploie à entacher sa réputation en le faisant passer pour un espion et un hérétique. Ces accusations menacent sa sécurité et l’intégrité de son domaine. Craignant pour sa vie, il s'enfuit en février 1793,. Paoli ordonne la vente aux enchères des « Petites-Indes ».

### La Terreur
Lorsqu’il retrouve son appartement parisien de la rue Saint-Nicaise, un mois après l’exécution de Louis XVI, l’atmosphère de la capitale est transformée. Le pays est assiégé par la première coalition et la Convention se déchire entre montagnards et girondins.
S’étant massivement endetté pour investir dans son domaine corse, il est incapable de payer la première annuité qui lui est réclamée. Grâce à son ami Garat, ministre de l’intérieur, il obtient le 21 avril un sursis de six mois pour s’en acquitter.
La trahison du général Dumouriez, qui a rejoint les rangs autrichiens, vient jeter la suspicion sur tout l’entourage du duc d’Orléans. Le nom de Volney est éclaboussé par l’affaire. Pour l’éloigner de la capitale, Garat lui confie une mission d’observation dans l’ouest de la France. Il est à Nantes en mai, puis à Rennes en juin, et n’assiste donc pas à l’arrestation des députés girondins.

#### Catéchisme du citoyen français
Au début du mois de septembre 1793, il publie, de nouveau depuis la Bretagne, un petit ouvrage, La Loi naturelle, ou Catéchisme du citoyen français, qui vise à synthétiser et à rendre accessibles à tous les idées exposées dans Les Ruines. Volney cherche à établir une morale universelle, soumise aux règles du calcul à l’instar de la physique et de la géométrie,.
Il fait profession de déisme : « Qu’est-ce que la loi naturelle ? C’est la loi éternelle, immuable, nécessaire, par laquelle Dieu régit l’univers, et qu’il présente lui-même aux sens et à la raison des hommes pour leur servir de règle égale et commune, et les guider, sans distinction de pays ni de secte, vers la perfection et le bonheur. »

#### Incarcération
De retour à Paris, Volney voit les arrestations se multiplier autour de lui du fait de la loi des suspects nouvellement promulguée. Il cherche à se mettre à l’abri. Malgré la recommandation de Garat, le citoyen Deforgues, ministre des Affaires étrangères, lui refuse un poste de consul. Le 18 octobre, le Conseil exécutif lui propose un voyage d’étude aux États-Unis (on sait qu’il a été lié avec l’illustre Benjamin Franklin, et qu’il est en relations confiantes avec Thomas Jefferson).
Il prépare son départ lorsqu’il est arrêté le 16 novembre 1793, sur ordre du Comité de sûreté générale. Le motif officiel de son incarcération est le non-remboursement de ses dettes contractées en Corse : le délai qu’il a obtenu au printemps pour le versement de la première annuité s’est écoulé, et Garat, destitué de son ministère et attaqué par les montagnards, n’est plus en mesure de le protéger.
Détenu à la prison de La Force, Volney est transféré le 24 janvier 1794 à la pension Belhomme pour raison de santé. Le 21 février, peu après son 37e anniversaire, il est envoyé à la maison Coignard sur ordre du citoyen Froidure, qui lui évite par ce transfert la guillotine,. Il sort de prison le 16 septembre 1794, quelques semaines après la chute de Robespierre.

### L’École Normale
En octobre 1794, il se rend dans les Alpes-Maritimes pour y rétablir sa santé qui s’est détériorée dans les geôles parisiennes. À Nice, il retrouve Napoléon Bonaparte, élevé l’année précédente au grade de général de brigade. Chaptal rapporte qu’au cours d’un dîner, Bonaparte expose à Volney son plan de conquête de l’Italie, plus d’un an avant sa campagne victorieuse.
Il est très sollicité par les autorités politiques au cours de l’automne. Son ami Garat a pris la tête de la Commission exécutive de l’instruction publique et des personnalités qui le tiennent en haute estime siègent au Comité d'instruction publique, en particulier Lakanal et l’abbé Grégoire. Dix écrivains sont désignés pour composer les livres destinés à l’enseignement dans les écoles primaires. Volney est chargé de rédiger un manuel d'explication des Droits de l’Homme et de la Constitution (qui ne verra jamais le jour).
Il est également appelé  par Miot, commissaire aux relations extérieures, en tant que spécialiste de l’Empire ottoman. Il publie deux opuscules à l’usage de la diplomatie française : une Simplification des langues orientales, présentant une méthode pour apprendre l’arabe, le persan et le turc avec l’alphabet latin, et des Questions de Statistique à l’usage des Voyageurs, qui doivent servir à une enquête à l’échelle planétaire.
À la création de l’École normale, destinée à former de manière accélérée des instituteurs pour les disséminer ensuite à travers la France, Volney est choisi comme professeur d’histoire. Le 20 janvier 1795, jour de l’ouverture de l’École au Muséum du Jardin des plantes, il prononce sa première leçon.
Il commence par définir la spécificité de l’histoire par rapport aux sciences naturelles, avant de s’interroger sur l’intérêt moral de cette discipline, son utilité pour le progrès humain et ses potentiels effets délétères,,,. Dans les six leçons qu’il donne, il présente les éléments d’une méthode pour tenter de reconstruire rationnellement le passé, à la manière d’un enquêteur,. Il privilégie les sources écrites, immuables, aux traditions orales où « se déploient tous les caprices, toutes les divagations volontaires ou forcées de l’entendement ». Il prône l’interdisciplinarité (la géographie, l’économie, la linguistique et l’étude des religions doivent enrichir la connaissance historique des sociétés) et insiste sur l’importance des détails, parfois plus révélateurs que les grands événements.
Sa vision du devenir humain apparaît profondément pessimiste ; l'espoir révolutionnaire des Ruines s’est éteint avec son incarcération. Le destin de l’espèce lui paraît cyclique et dénué de sens : « Sous des noms divers, un même fanatisme ravage les nations ; les acteurs changent sur la scène ; les passions ne changent pas, et l’histoire n’est que la rotation d’un même cercle de calamités et d’erreurs. »
L’École normale ferme ses portes en mai 1795, après seulement cinq mois d’existence. Il reprend alors les préparatifs de son voyage en Amérique interrompus par son arrestation en 1793. Dans les semaines précédant son départ, il reçoit la visite de Napoléon Bonaparte. Peu confiant quant à ses perspectives d’avenir, celui-ci est en quête de renseignements sur la Turquie, où il songe à proposer ses services. Volney le dissuade de partir, lui disant que c’est en France que ses talents auront le plus de chances d’être reconnus.

## Voyage en Amérique
En 1795, les relations franco-américaines connaissent des tensions croissantes dues au traité de Londres, qui signale le rapprochement des États-Unis avec la Grande-Bretagne. Volney espère obtenir par son séjour un poste de consul général ou même d’ambassadeur.
Marqué par son incarcération pendant la Terreur, il envisage de s’installer durablement dans le nouveau monde et d’y acquérir des terres,. « Triste du passé, soucieux de l’avenir, j’allais avec défiance chez un peuple libre, voir si un ami sincère de cette liberté profanée trouverait, pour sa vieillesse, un asile de paix dont l’Europe ne lui offrait plus d’espérance. » 
Avant son départ, il demande à James Monroe, alors ambassadeur à Paris, de lui écrire des lettres d’introduction auprès d’hommes de confiance à Philadelphie. Il entretient tout au long de son voyage une correspondance avec des membres du gouvernement français, en particulier avec l’abbé Grégoire et La Révellière, récemment nommé Directeur.
Volney quitte Le Havre le 13 juillet 1795. La traversée de l’Atlantique dure près de trois mois. Son navire passe par les Bermudes, arrive dans la baie de la Delaware et remonte le fleuve jusqu’à Philadelphie. Il y retrouve de nombreux Français en exil, dont plusieurs anciens collègues à la constituante qui se réunissent chez Theophilus Cazenove (Talleyrand, La Rochefoucauld-Liancourt, Moreau de Saint-Méry, ou encore le vicomte de Noailles, beau-frère de La Fayette).
Il passe l’hiver à apprendre l’anglais et fréquente assidûment la Société américaine de philosophie fondée par Franklin. On lui apprend qu’il a été élu en octobre au Conseil des Cinq-Cents par les citoyens de la Mayenne (il n’y siégera pas du fait de son absence). Il est également informé de sa nomination à l’Institut national des sciences et des arts.
Dans ses lettres à La Révellière, Volney dénigre l’ambassadeur Pierre Auguste Adet. Il affirme que les Américains perçoivent très mal une certaine condescendance française (« Ne parlez plus de « bienfait » ni de « gratitude » : vos agents ont ulcéré les cœurs par ces reproches. Tenons nous quittes, parlons d’intérêts, c’est la boussole de ce pays. »). Il prône une diplomatie de séduction culturelle.

### Expédition à l’intérieur des terres
Au printemps 1796, il part pour Georgetown, où l’architecte William Thornton lui fait visiter le chantier du Capitole : « les villes d’Asie ressemblent un peu à celle-ci, mais ce sont des squelettes ; ici, c’est un embryon. » Il suit ensuite le Potomac jusqu’à Fredericksburg, avant d’obliquer vers le sud-ouest, arrivant le 8 juin à Monticello, chez Thomas Jefferson. Il demeure trois semaines dans le domaine de son ami, où sont exploités quelque 150 esclaves.
Après avoir assisté à la moisson, Volney se met en route vers l’ouest. Au cours de l’été, il passe par Gallipolis, y constatant l’échec de la colonie française, descend l’Ohio jusqu’à Louisville (il fait un détour par Fort Vincennes) et visite Frankfort et Cincinnati. En septembre, il part pour Detroit avec un convoi militaire destiné au général Wayne. Il traverse le lac Érié jusqu’aux chutes du Niagara, avant de prendre le chemin du retour, longeant l’Hudson jusqu’à New York et regagnant Philadelphie en décembre.

### Conflit avec John Adams
La guerre franco-britannique nuit au commerce américain et les relations avec Paris se dégradent nettement après l’élection à la présidence de John Adams, qui se méfie des révolutionnaires français.
Malgré l’hostilité croissante envers son pays, Volney est élu membre de la Société américaine de philosophie le 20 janvier 1797. Cette consécration provoque la colère de Joseph Priestley, chimiste anglais exilé aux États-Unis, qui diffuse un pamphlet l’accusant d’athéisme, ce qui dégrade sa réputation dans la société puritaine de Philadelphie. Il publie une réponse emplie d’ironie, tournant en dérision l’hypocrisie de son adversaire.
À l’été 1797, il se rend de nouveau à Georgetown. William Thornton le présente à George Washington, qui l’accueille pendant deux jours à Mount Vernon et lui témoigne publiquement son estime. Thomas Jefferson l’invite ensuite une seconde fois à Monticello. Volney passe l’hiver à Philadelphie, où il étudie la langue des Miamis à la Société américaine de philosophie.
En avril 1798, l’affaire XYZ déclenche une « quasi-guerre » entre la France et les États-Unis. Le gouvernement de John Adams fait voter une loi permettant d’emprisonner ou d’expulser tout étranger suspect (la loi étant spécialement dirigée contre Volney selon Jefferson). On l’accuse à tort d’intriguer pour livrer la Louisiane au Directoire. William Cobbett, pamphlétaire à la solde des Britanniques, mène une violente campagne pour le discréditer. Il est contraint de quitter précipitamment l’Amérique en juin 1798.

### Tableau du climat et du sol
Dans le sillage de Crèvecœur, Brissot, Talleyrand et La Rochefoucauld-Liancourt, Volney rend compte de son expérience américaine auprès des lecteurs français : il publie en 1803 un traité de géographie, le Tableau du Climat et du Sol des États-Unis.
Il commence par présenter la configuration générale du territoire (les plaines côtières de l’Atlantique, la chaîne des Appalaches et le bassin du Mississippi), puis il consacre différents chapitres à la géologie, aux lacs, aux chutes d’eau, aux séismes, aux climats et aux courants aériens. Son ouvrage se conclut par un exposé des principales maladies affectant la population du pays. Il conseille à plusieurs reprises au gouvernement des États-Unis de créer des « sociétés savantes » pour mesurer les phénomènes naturels et travailler si possible à les maîtriser.
Volney insiste sur le caractère empirique de son enquête. Quand il n’a pas constaté lui-même un fait, il nomme des témoins dignes de foi (magistrats, officiers, ecclésiastiques ou médecins, qui lui ont presque toujours été recommandés par Jefferson et Thornton). À son retour, il a confié à Delamétherie l’étude des échantillons minéraux qu’il a rapportés, et à Lamarck celle des fossiles.
Dans sa préface, il fait état de ses démêlés avec John Adams et rend hommage à Thomas Jefferson, élu président en 1801. Il fait l’apologie de la liberté de la presse américaine, alors même que Napoléon Bonaparte restreint celle des journaux français.
Il avait d’abord conçu son livre sur le même plan que son Voyage en Égypte et en Syrie, avec un « tableau politique » en seconde partie. Mais seul le traité géographique est publié. Se croyant mourant, il laisse inachevées ses réflexions politiques. Toutefois, son Tableau, sa correspondance et ses manuscrits laissent entrevoir sa vision de la jeune démocratie américaine, trente ans avant l’ouvrage de Tocqueville.

### Observations sur les Américains
Ses considérations sur la société américaine se veulent dénuées d’illusions, comme celles qu’il avait tirées de son séjour en Orient. Il en résulte une vision assez sombre, à rebours de l’engouement de ses contemporains pour le nouveau monde. Il se plaint par exemple dans ses lettres de la saleté des villes et de l’alimentation indigeste des habitants. L’ivrognerie est décrite comme un vice très répandu à travers le pays.
Volney remarque l’esprit mercantile des Américains, qui réduisent « tout en calcul », et l’importance des juristes (« les prêtres du pays »). Il compare l’orgueilleuse caste des grands propriétaires terriens à la noblesse française de l’Ancien régime. Disciple des physiocrates, convaincu que la richesse vient du sol, il se montre dithyrambique quant aux efforts héroïques des pionniers de l’agriculture américaine. Selon lui, les États-Unis tirent leur prospérité bien moins de la sagesse de leurs législateurs, que des richesses naturelles de leur immense territoire. 
Il discerne les aspirations isolationnistes et l’impérialisme panaméricain de cette nation bénéficiant d’une position géopolitique avantageuse, isolée du théâtre militaire européen. Malgré la guerre d’indépendance qui les a opposés, Britanniques et Américains ont conservé des liens privilégiés. Il a pu constater pendant son voyage la prégnance des sentiments antifrançais,.
Il note également l’opposition fondamentale entre les états du Nord, où se développe l’industrie, et ceux du Sud, où prédomine une économie agricole reposant entièrement sur l’esclavage.

### L’esclavage des Noirs
Son manuscrit non publié comporte de longs passages critiquant l’esclavage, tant pour son inhumanité que pour ses effets économiques néfastes,.
À Monticello, les invités de Jefferson conversent à propos du « problème des nègres », auquel diverses solutions sont envisagées : « Les uns veulent qu’on renvoie tous les Noirs en Afrique ; les autres veulent qu’on en fasse une république, isolée dans un canton de l’ouest, par-delà le Mississippi. D’autres enfin pensent qu’il vaudrait mieux éduquer les Noirs et les rendre capables de bien user de la liberté qui deviendrait le prix certain de leur bonne conduite. » 
Face aux saillies racistes d’un planteur carolinien, Volney rétorque qu’en Bretagne, les enfants de paysans arriérés sont devenus « des notaires, des procureurs et des ecclésiastiques d’esprit distingué ». Il en conclut : « Éduquez vos Noirs, rendez-les libres, et la même chose leur arrivera. »
Il suggère que les mariages mixtes pourraient favoriser à terme une société sans distinction de couleurs. Cependant, il remarque que les enfants métis, nombreux dans les plantations en dépit de l’indignation qu’ils suscitent, n’en demeurent pas moins des esclaves.

### Les «Sauvages»
Volney clôt son ouvrage par un chapitre intitulé « éclaircissements sur les sauvages ». Il s’intéresse aux autochtones d’autant plus qu’il craint que « dans cent ans », ces peuples seront éteints, et que leur histoire et leur culture auront disparu avec eux.
Sa première intention est de vivre quelque temps avec une tribu pour l’étudier, comme il l’avait fait avec les bédouins de Gaza, mais les colons l’en dissuadent, lui assurant qu’il n’existe aucune loi d’hospitalité chez les sauvages, que leur « état social est celui de l’anarchie et d’une nature féroce et brute ». Il est conforté dans cette idée à Fort Vincennes, où les Piankashaw qu’il observe sont « sales, ivrognes, fainéants, voleurs, d’un orgueil excessif, d’une vanité facilement blessée, et alors, cruels, altérés de sang, implacables dans leur haine, atroces dans leur vengeance, ».
Au début de l'année 1798, à Philadelphie, il a l’occasion de s’entretenir plusieurs fois avec Michikinikwa (« petite tortue »), le célèbre chef des Miamis que Volney décrit comme un homme sage et lucide. Michikinikwa comprend que la cause première du pouvoir des Européens réside dans leur maîtrise de l’agriculture, qui leur donne la capacité de nourrir d’immenses populations sur des espaces restreints. Il se désole de l’expansion des colons : « nous fondons comme la neige devant le soleil du printemps ; si nous ne changeons pas de marche, il est impossible que la race des hommes rouges subsiste. »
La question de la propriété foncière est centrale dans le regard que porte Volney sur les autochtones d'Amérique. À l’image de nombreux députés de 1789, il pense que la propriété est nécessaire au sentiment d’appartenance à une société. Il est convaincu des bienfaits de la sédentarité, de la civilisation comme « enclos » défensif face à une nature hostile. Le sauvage lui semble condamné à disparaître ou à s’assimiler.
Son aversion pour les mœurs indigènes contraste avec l’image du « bon sauvage » popularisée au XVIIIe siècle. Il y voit le fantasme de ceux « qui jamais n’ont quitté le coin de leur cheminée » et s’en prend particulièrement au fameux Discours de Rousseau, auteur d’un « monde d’abstractions » qui vécut « presque aussi étranger à la société où il naquit qu’à celle des sauvages ».
Volney égratigne également Chateaubriand quand, évoquant la pédérastie des Chactas et des Chicachas, il écrit malicieusement que « ces honnêtes gens-là auraient bien besoin du missionnaire d'Atala. »

## Consulat
Volney débarque à Bordeaux au début du mois de juillet 1798. Il rentre à Paris, où il retrouve son appartement de la rue Saint-Nicaise. À Auteuil, Madame Helvétius accueille dans son salon la société des idéologues, qui rassemble plusieurs de ses confrères de l’Institut (Destutt de Tracy, Cabanis, Daunou, Garat, Lakanal, Andrieux, Ginguené, ou encore Jean-Baptiste Say).
En septembre, il part à Craon s’occuper de la succession de son père, décédé au printemps 1796. Il vend tous les biens dont il a hérité pour s’acheter une vaste propriété agricole à Pringy, au nord de Meaux.
Il suit attentivement l’expédition en Égypte, dont les échos dans les journaux se raréfient après la bataille d’Aboukir. L’inquiétude se répand dans l’opinion publique et Volney signe un article dans Le Moniteur universel du 21 novembre 1798, à la demande de La Révellière. Il expose les difficultés de la situation dans laquelle se trouve Bonaparte et réfute l’idée absurde, entretenue par certaines gazettes, d’une percée jusqu’en Inde pour y déloger les Anglais. Il trace le plan d’un retour vers la France à travers la Syrie, la Turquie (avec une entrée dans Constantinople) et les Balkans.
Le 27 novembre, il écrit sans le signer un second article pour Le Moniteur universel, mettant en scène une entrevue fictive entre Bonaparte et « plusieurs muftis et imams » à l’intérieur de la grande pyramide de Gizeh. Assis sur le sarcophage de granit où reposait jadis la momie du pharaon Khéops, le général français s’adresse aux musulmans : « Gloire à Allah. Mohammed est son prophète et je suis de ses amis. » Affirmant avoir « tempéré l’orgueil du vicaire d’Issa (le pape) en diminuant ses possessions terrestres », il sollicite ainsi ses interlocuteurs : « Favorisez les commerces des Francs dans vos contrées (…) et éloignez de vous les insulaires d’Albion, maudits entre les enfants d’Issa. » Dans ce texte de propagande, qui mystifiera certains biographes, les Égyptiens se montrent très révérencieux envers Bonaparte, « invincible général », « envoyé de Dieu » et « favori de Mohammed ».
À l’exception de ces deux interventions, Volney reste en retrait de la politique. Le coup d'État du 30 prairial an VII (18 juin 1799), qui chasse La Révellière du Directoire, lui fait craindre une résurgence des excès jacobins (l’éphémère club du Manège réveille le souvenir de 1793).

### Le coup d’État du 18 brumaire
En octobre 1799, Bonaparte débarque à Saint-Raphaël et rentre triomphalement à Paris. Quelques jours après son arrivée dans la capitale, il fait appeler Volney qui devient dès lors un visiteur régulier de l’hôtel de la rue de la Victoire.
Le philosophe participe aux préparatifs du coup d'État du 18 Brumaire an VIII (9 novembre 1799). Sa connaissance du milieu parlementaire est utile au général (les institutions du Directoire étant peuplées d’anciens collègues de la Constituante), ainsi que ses relations à la maison Helvétius (Cabanis, député au Conseil des Cinq-Cents, prononce le 19 brumaire un discours important en soutien au coup d’État).
Les idéologues d’Auteuil accueillent avec enthousiasme ce nouveau régime. Bonaparte, membre de l’Institut, incarne à leurs yeux l’ordre et la modération face à la tyrannie et à l’anarchie. Volney espère que le général renouera avec l’esprit de la Constituante, qu’il se comportera en citoyen sur le modèle du président américain George Washington.
Après la nomination de Cambacérès au poste de deuxième consul, le troisième est proposé à Volney, qui décline l’offre en alléguant des raisons de santé. Soucieux de garder son indépendance, il refuse également le ministère de l’Intérieur. Il accepte finalement un siège au Sénat conservateur le 24 décembre.
Au début du Consulat, il fait figure d’éminence grise. Il est un habitué du château de Malmaison (où Bonaparte aime à dîner avec des sénateurs savants comme Monge ou Laplace). Le philosophe se lie d’amitié avec Joséphine de Beauharnais et sa fille Hortense. Ses relations avec le Premier consul relèvent selon certains de la courtisanerie, même s’il ne verse jamais dans l’obséquiosité et conserve une liberté de ton qui finira par précipiter sa disgrâce.

### La rupture avec Bonaparte
Ses relations avec le Premier consul se dégradent à mesure que les desseins tyranniques de celui-ci se dévoilent. Il réprouve les atteintes à la liberté de la presse (le décret du 17 janvier 1800, au tout début du Consulat, musèle les journaux parisiens). C’est à côté de chez lui, rue Saint-Nicaise, qu’explose la machine infernale le 24 décembre 1800, sur le trajet du carrosse de Bonaparte. Cet attentat, perpétré par les royalistes, est attribué à l’opposition jacobine qui est sévèrement réprimée.
Volney est hostile aux mesures d’amnistie générale qui sont accordées aux aristocrates émigrés. S’il intervient à plusieurs reprises pour plaider le cas du vicomte de Noailles (dit « Noailles la nuit » en référence au 4 août 1789), qu’il avait retrouvé aux États-Unis, il est mécontent du retour de certains seigneurs arrogants, comme La Galissonnière, son ancien collègue à la députation de l’Anjou. Il voit d’un mauvais œil la cour qui s’organise au palais des Tuileries, où « la parade civile continue la parade militaire ». Néanmoins, il se montre encore favorable dans l’ensemble à l’action du gouvernement.
C’est surtout au moment du concordat, signé avec le Saint-Siège à l’été 1801 et perçu comme une trahison de l’esprit des Lumières, que ses rapports avec Bonaparte se détériorent nettement. L’instrumentalisation de la religion à des fins politiques l’indigne, et il ne dissimule pas ses opinions sur ce sujet. Une dispute éclate : répondant à l’argument selon lequel le peuple réclamerait cet accord avec l’Église catholique, Volney affirme que le peuple souhaiterait aussi le retour des Bourbons, ce qui déclenche la colère du Premier consul, qui l’aurait alors frappé,.
Les républicains libéraux, attachés aux prérogatives du pouvoir législatif, protestent devant le tournant monarchique pris par le régime. Bonaparte s’agace de cette minorité de mécontents, de ces idéologues, qui l’avaient soutenu en 1799. Daunou, Guiguené, Andrieux, Chénier, Laromiguière et Constant sont ainsi écartés du Tribunat en 1802. L’arrêté consulaire du 23 janvier 1803 réorganise l’Institut national en supprimant la classe des sciences morales et politiques, foyer des contestations. Volney est transféré à cette occasion vers la classe de littérature (l’Académie française).
Très souffrant, il est en villégiature dans la cité thermale de Spa à l’été 1802, et ne vote donc pas la constitution de l’an X qui met fin de facto à la République, après le plébiscite du consulat à vie.

### Vente de la Louisiane
Malgré leurs désaccords, Bonaparte continue de le consulter, en particulier au sujet de l’Amérique. Ayant obtenu de l’Espagne la restitution de la Louisiane en 1800, le Premier consul décide l’expédition de Saint-Domingue, pour reprendre possession de l’île et s’assurer l’accès à la vallée du Mississippi. Volney s’oppose vigoureusement à cette ambition coloniale, estimant très improbable le succès du général Leclerc (« si vous envoyez trente mille hommes à Saint-Domingue, il vous reviendra trente mille chapeaux »). Il s’emploie en vain à convaincre Bonaparte que les Américains se rapprocheront des Britanniques pour contrer l’impérialisme français.
Les évènements lui donnent rapidement raison : en 1802, le corps expéditionnaire français échoue à reprendre le contrôle de Saint-Domingue et les relations franco-américaines sont en crise. Le président Thomas Jefferson envoie Dupont de Nemours à Paris pour tenter une conciliation, puis James Monroe pour assister l’ambassadeur Robert R. Livingston, avec la mission d’acheter La Nouvelle-Orléans. Jefferson confie à Monroe une lettre destinée à Volney, lui écrivant que les États-Unis sont disposés à un arrangement, mais qu’ils n’excluent pas une alliance avec l’Angleterre dans l’éventualité d’un refus français.
Bonaparte est contraint de renoncer à son rêve américain et de négocier la cession de ce territoire trop lointain pour être défendu. La vente de la Louisiane est signée le 30 avril 1803. Volney, qui exerce alors la vice-présidence du Sénat, constate amèrement la validité de ses conseils initiaux. Tout au long de cette affaire, il n’a pas hésité à contredire frontalement le Premier consul, à qui son « austère franchise » déplaît de plus en plus. Dans une lettre à Jefferson, il regrette « la perte de tant d’hommes, de richesses et de temps », et tandis que se disloque la paix d'Amiens avec le Royaume-Uni, il conclut : « Pauvre Europe, théâtre de carnage et jouet de Conquérants ! » Ses dernières illusions sur Bonaparte ont alors disparu.
Après la mort de Madame Helvétius, Volney ne fréquente plus les salons, vivant reclus dans un petit hôtel de style égyptien qu’il a fait bâtir en 1802, rue de La Rochefoucauld. Un croquis de son fidèle ami Besnard le représente dans son jardin, appliqué à la confection de machines hydrauliques.
Le 9 août 1803, sur un quai de Seine, il assiste avec Prony et Carnot au premier essai du bateau à vapeur de Robert Fulton. Le soir même, il est pris d’une terrible fièvre qui le mène au bord du tombeau. Il passe les derniers mois du Consulat en convalescence dans le Midi.

## Empire

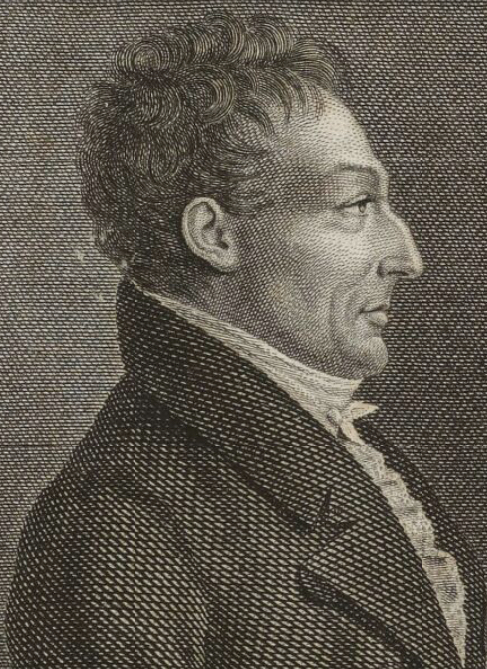
Volney dessiné par Pierre Chasselat (gravure de Bertonnier sous la direction de Tardieu).

Indigné par l’arrestation du général Moreau et par l’exécution du duc d'Enghien, Volney fait partie des quelques sénateurs qui s’opposent à l’avènement de l’Empire (aux côtés notamment de Grégoire et de Garat). Le 18 mai 1804, lorsqu’est adoptée la constitution de l’an XII qui met officiellement fin à la République, il présente sa démission. Irrité, l’empereur la refuse et le Sénat décrète quelques jours plus tard qu’il n’acceptera le départ d’aucun de ses membres. Dès lors, résigné devant la servilité et la vénalité de la Chambre, il s’y astreint à une abstention presque complète. Le Sénat conservateur, loin de protéger les libertés constitutionnelles, « n’a conservé que soi-même. »
Il écrit à Jefferson : « Dans cette grande scène historique, le sort m’a accordé une place en petite loge d’où je puis assez tranquillement contempler le spectacle. J’avoue pourtant que plus ami du genre comique que du larmoyant, je préférerais à cette grande tragédie quelque petite pièce. » Volney observe sans grand enthousiasme la Grande Armée conquérir le continent. Il témoignait déjà en 1795, dans ses leçons d’histoire à l’École normale, d'une certaine distance à l’égard des rêves de gloire militaire.

### L’académie celtique
Volney est membre, dès sa création en 1804, de l’Académie celtique qui se réunit au Louvre,,. Son souhait serait d’en faire un équivalent français de la Société asiatique de Calcutta, dont il est membre depuis 1797. Il participe à l’élaboration d’un questionnaire visant à cartographier l’usage des différents dialectes dans les départements français. Il veut recueillir les idiomes locaux avant qu’ils ne disparaissent (comme il avait suggéré à la Société américaine de philosophie de le faire pour les langues amérindiennes).

### Le lycée asiatique
Il travaille aussi à un projet qui restera à l’état d’ébauche. Vers 1804, il rédige ses Vues nouvelles sur l’enseignement des langues orientales, publiées à titre posthume en 1821. Il critique les établissements existants et plaide pour l’ouverture d’une chaire d’arabe « vulgaire » (son rival Silvestre de Sacy, qui connaît la grammaire plus qu’il ne pratique la langue, professe seulement l’arabe littéraire à l’École des langues orientales).
Volney imagine un « lycée asiatique » qui serait divisé en deux sections : un collège de drogmans situé à Marseille et un collège des traducteurs installé à Paris. Le premier comprendrait quatre professeurs « nés dans les langues qu’ils enseigneraient » (turc, persan, arabe barbaresque et arabe levantin) et formerait une cinquantaine d’élèves selon la méthode de l’enseignement mutuel. Le second, composé d’une dizaine de membres (dont un professeur d’hébreu et un de sanskrit), aurait la tâche de dresser l’inventaire des manuscrits, d’éditer et d’étudier les plus importants, mais aussi de traduire dans les langues orientales les chefs-d’œuvre de la littérature européenne et les meilleurs livres scientifiques. Ce collège des traducteurs servirait de centre d’accueil pour les voyageurs asiatiques : les intérêts diplomatiques et commerciaux de la France tireraient un bénéfice évident des relations amicales qui s’y noueraient.

### Un sénateur indépendant
Sa santé l’éloigne le plus souvent de Paris. En plus de sa ferme de Pringy, il fait l’acquisition en 1806 d’une propriété de onze hectares à Sarcelles, pour 70 000 francs. Il veut en faire une exploitation modèle, convaincu qu’une propriété sagement gouvernée fait le bonheur du citoyen. Il élève des ovins, des bovins et des équidés, plante et taille lui-même divers arbres fruitiers, cultive ses vignes et son potager, et constelle son jardin de fleurs. Le diplomate hollandais Isaac Titsingh lui fournit des graines et des plants.

Armes du comte de Volney :
De sable à deux colonnes ruinées d’or, surmontées d’une hirondelle d’argent.

Lors de ses rares présences au palais du Luxembourg, il fait partie, avec Cabanis, Destutt de Tracy, Garat, Grégoire, Sieyès, Lanjuinais et Lambrechts, de l’irréductible minorité d’opposants tolérée par Napoléon, qui les surnomme les « boudeurs d’Auteuil ».
Son dédain réprobateur ne l’empêche pas d’être honoré par l’empereur, qui le nomme commandeur de la Légion d’honneur le 14 juin 1804 et l’élève à la dignité de comte de l’Empire le 26 avril 1808. Napoléon lui témoigne son amitié fidèle en 1810, lorsqu’il envoie Corvisart, son médecin personnel, pour soigner le philosophe qui a reçu un coup de corne dans sa ferme de Sarcelles.

### La chute de Napoléon
Dès juin 1808, Volney est l’un des 22 sénateurs impliqués dans la conjuration républicaine du général Malet, membre de la société secrète des philadelphes. Le complot est découvert par Dubois, le préfet de police de Paris, qui fait emprisonner Malet. Napoléon, préoccupé par le soulèvement de l’Espagne, préfère étouffer l’affaire : les sénateurs mis en cause ne sont pas inquiétés.
Le 23 octobre 1812, tandis que la Grande Armée quitte Moscou pour entamer la retraite de Russie, le général Malet profite de l’absence de l’empereur pour tenter un coup d’État. Prétendant que Napoléon est mort le 7 octobre, il met en place un gouvernement provisoire composé de quinze membres. Volney fait partie des quatre sénateurs cités, avec Garat, Lambrechts et Destutt de Tracy. Le coup d’État échoue en quelques heures et ses principaux instigateurs sont exécutés.
En 1814, la France est envahie par la sixième coalition. Au lendemain de la bataille de Paris, Volney est l’un des signataires du procès verbal de la séance du 1er avril, au cours de laquelle le Sénat nomme Talleyrand à la tête d’un gouvernement provisoire. Il s’abstient toutefois de voter la déchéance de l’empereur. Il est nommé pair de France par Louis XVIII le 4 juin.
En mars 1815, le retour de Napoléon le préoccupe d’abord, et il s’éloigne de Paris. Mais il est rassuré par la présence de libéraux auprès de l’empereur, comme Constant et Carnot. Il decide de rentrer, convaincu que personne ne songera à l’inquiéter. Volney se tient néanmoins à l’écart des Cent-Jours, aventure qu’il réprouve : « Que vient encore faire cette bête féroce ? Il fera payer bien cher à la France le peu de bien qu’il lui a fait. »

### Mariage
On ne lui connaît jusqu’à la cinquantaine aucune histoire d’amour, hormis sa passion de jeunesse pour sa cousine Charlotte Gigault de La Giraudais (1766-1864), encore adolescente, dont il avait appris avec dépit le mariage à sa retour d'Égypte.
Volney fuit le libertinage des salons parisiens, se méfiant des intrigues amoureuses qui risqueraient de troubler sa tranquillité studieuse. Ses récits de voyage, en Égypte comme en Amérique, témoignent de son rapport conflictuel aux dames et d’une certaine répugnance envers les femmes indigènes. Pendant la Révolution, il estime que « les cercles et les associations de femmes sont des institutions fâcheuses et fécondes en mauvais résultats ». Il considère que le luxe féminin, excessif dans la capitale, est « un des premiers foyers de corruption dans les mœurs d’un peuple ».
Il n’est cependant pas insensible à ces « appâts » que sont chez les femmes « la fraîcheur et la santé ». La solitude affecte son moral et finalement, rattrapant une déception amoureuse de trente ans, il épouse le 6 novembre 1810 sa cousine Charlotte (dont le mari est mort l’année précédente). Il ne demande pas son autorisation à Napoléon comme l’exige la coutume, l’empereur souhaitant que les dignitaires de son régime s’unissent à des représentantes de l’ancienne noblesse.

### La quête d’une chronologie de l’antiquité
Volney est passionné par « l’arithmétique de l’histoire » depuis ses discussions avec le baron d’Holbach et sa lecture de Fréret à la fin des années 1770. Il avait inséré en 1790 une Chronologie des douze siècles antérieurs au passage de Xerxès en Grèce dans l’Encyclopédie méthodique de Panckoucke.
Tout au long de l’Empire, il se plonge dans « l’océan ténébreux de l’antiquité » pour tenter d’y fixer un cadre temporel fiable. En 1808 paraît un Supplément à l'Hérodote de M. Larcher, puis l’année suivante une Chronologie d’Hérodote, conforme à son texte, en réfutation des hypothèses de ses traducteurs et de ses commentateurs.
Au début de l’année 1814 sont publiées ses Recherches nouvelles sur l’histoire ancienne. Cette somme d’érudition, qui mobilise une impressionnante bibliographie, a pour ambition de reconstituer aussi loin que possible l’histoire de l’Orient pré-hellénistique.
La première partie est consacrée à la Bible hébraïque, qu’il examine sans tenir compte de son caractère sacré. Son étude s’appuie notamment sur les Antiquités judaïques de Flavius Josèphe. Il commence par la période des rois (de Saül à la destruction du temple), avant de remonter le temps. Il lui paraît incontestable que le Pentateuque n’a pas Moïse pour auteur, contrairement à ce que prétend la tradition. Si les éléments rituels et législatifs énoncés dans l’Exode, le Lévitique, les Nombres et le Deutéronome pourraient remonter à Moïse, les passages historiques et chronologiques ont été d’après lui rédigés par le grand-prêtre Helqiah, sous le règne de Josias.
La Genèse, qui évoque un temps où le peuple juif n’existait pas encore, du moins pour les passages précédant l’apparition d’Abraham, lui paraît entièrement empruntée aux mythes chaldéens (comme l’écrivaient avant lui ses maîtres d’Holbach et Boulanger). L’épisode du déluge dérive ainsi d’une fable ayant pour héros le roi  Xisouthros, dixième et ultime patriarche antédiluvien, comme Noé. Il cite à ce sujet l’œuvre de Bérose, dont des fragments lui sont parvenus via Alexandre Polyhistor et Georges le Syncelle. Volney situe la construction de la Tour de Babel à la fin du IVe millénaire avant notre ère.
Selon lui, le patriarche Abraham n’est pas un individu historique, mais un être mythologique, une figure astrologique « comme celle d’Osiris, d’Hermès, de Ménou, de Krishna ». Le récit biblique ne présente une vraisemblance historique qu’à partir de l’Exode (qu’il situe au XVe siècle av. J.-C.), et une continuité chronologique qu’à partir d’Éli.
Il conclut ainsi son exposé sur la Bible : « les livres du peuple juif n’ont point le droit de régir les annales des autres nations, ni de nous éclairer exclusivement sur la haute antiquité ». Son ouvrage sera mis à l’index par l’Église catholique en 1826.
Le reste de ses Recherches, qui présentent un grand nombre de redites et de digressions, vise à reconstituer et accorder entre elles les chronologies des Sabéens, des Assyriens, des Lydiens, des Mèdes, des Perses, des Babyloniens et des Égyptiens (il analyse notamment le zodiaque de Dendérah et discute longuement de la succession des ères astrologiques découlant de la précession des équinoxes).
Ses conclusions, publiées au début du XIXe siècle, donc avant les fouilles archéologiques et le déchiffrement des écritures hiéroglyphiques et cunéiformes, sont très largement dépassées. Il écrit par exemple que la construction de la pyramide de Khéops est contemporaine de la guerre de Troie (qu’il situe au XIe siècle avant notre ère), soit quinze siècles après le règne de ce pharaon.
Volney se mêle aussi à un débat qui occupe les historiens et les astronomes de son temps : l’année de l’éclipse solaire prédite par Thalès. En conjuguant le récit d’Hérodote avec les tables astronomiques de Pingré, il situe à tort l’évènement le 3 février 625, alors que Thalès n’était pas encore né (il est admis aujourd’hui que la date correcte est celle donnée par Pline l'Ancien, à savoir l'an 585, le 28 mai précisément).

## Restauration

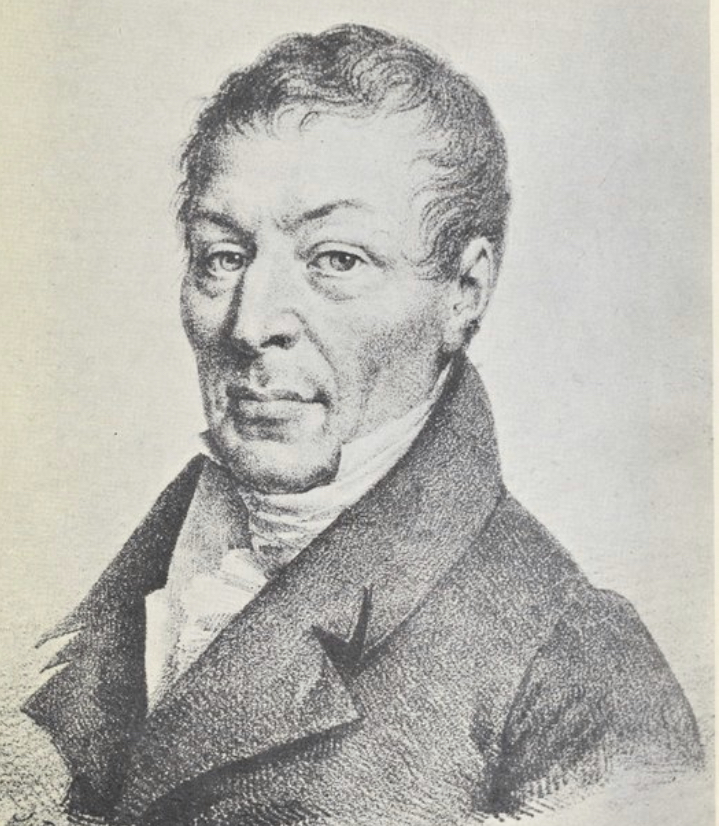
Portrait de Volney par Boilly (1815)

### La Chambre des pairs
Volney considère Louis XVIII non comme un monarque de droit divin, mais comme une sorte de magistrat suprême. Son ralliement à la monarchie est contractuel : il espère que la charte constitutionnelle garantira les libertés individuelles. Sa fidélité pendant les Cent-Jours est récompensée par le roi, qui confirme et rend héréditaire son titre de pair de France le 19 août 1815.
Il assiste impuissant au retour en force de l’Église,, s’indigne de la dilapidation du trésor public en faveur des nobles et des prêtres, et déplore les conséquences du congrès de Vienne, où est cédée la quasi-totalité des territoires conquis depuis la Révolution. En novembre 1815, il refuse de siéger au procès du maréchal Ney.
Les ultraroyalistes de la Chambre introuvable, qui veulent renouer avec l’Ancien Régime (« Versailles pour les uns, et pour les autres, leur vieux donjon »), lui paraissent des fanatiques. Il ne se fait pas d’illusion sur le rôle qu'il peut jouer dans ce contexte, y compris après la victoire des doctrinaires à l’automne 1816. Ses apparitions en séance sont aussi rares et silencieuses qu’au temps du Sénat conservateur.
Volney est convaincu que l’émancipation politique du peuple ne peut advenir qu’avec la diffusion des Lumières par l’école primaire. Partisan de l’enseignement mutuel venu de Grande-Bretagne, il finance dans sa ville natale de Craon la création d’une école fonctionnant selon ce principe et accueillant une centaine d’enfants. Il songe à ouvrir d’autres établissements dans la région de Candé, mais son projet rencontre l’opposition des prêtres, soucieux de conserver leur autorité exclusive sur les élèves.

### La question du sacre du roi
Louis XVIII, âgé de soixante ans à la Restauration et immobilisé par ses infirmités, refuse de se prêter dans un tel état à la traditionnelle cérémonie du sacre dans la cathédrale Notre-Dame de Reims.
Volney prend la plume pour exprimer le scepticisme et l’ironie des libéraux devant cette institution archaïque, empruntée aux anciens Hébreux. Il publie en 1819 une Histoire de Samuel, inventeur du sacre des rois.
À la manière d’un conte de Voltaire, il met en scène deux Américains. Josiah Nibbler, un quaker voyageant en Terre sainte, rend compte de ses impressions à un ami philadelphien, Kaleb Listener. Relisant la Bible à la lumière de son expérience orientale, et appliquant au texte sacré « les règles de notre critique historique moderne », il propose une nouvelle interprétation de la naissance du royaume d'Israël.
Volney dépouille les héros bibliques de leur mystérieuse grandeur (l’ouvrage contraste avec l’exaltation du sentiment religieux par les écrivains romantiques de son époque). Il ramène Samuel, Saül, David et les fondateurs de la « horde hébraïque » à leur condition de « bédouins », pareils à ceux qu’il avait observés en Syrie. Ces personnages légendaires sont à ses yeux sans prestige ; leur conduite n’est pas dictée par une inspiration surnaturelle, mais par des intérêts personnels et des calculs politiques. Derrière le « voile de prodiges et de merveilles qui l’enveloppe », Samuel aurait passé sa vie à exploiter l’ignorance et la crédulité du peuple.
Il retrace la vie du prophète, son enfance dans la maison du grand-prêtre Éli, où il est initié aux secrets de la « corporation sacerdotale », ses manœuvres pour écarter de la succession les fils d’Éli, et son accession au pouvoir dans des circonstances exceptionnelles, après la victoire des Philistins (qui s’emparent un temps de l’Arche d'alliance). Samuel choisit d’abord ses deux fils pour lui succéder, mais ils se révèlent inaptes et corrompus comme ceux d’Éli. Les chefs tribaux lui demandent alors de nommer un roi, à l’image des autres nations. Il sacre Saül, « un brave guerrier » aisément manipulable, qu’il finit par déposer en oignant secrètement le berger David.
Volney conclut son pamphlet par une série de questions rhétoriques : « Si chez les Juifs, le sacre par l’onction fut le transport du caractère sacerdotal sur la tête du roi, chez les Français un roi qui se fait sacrer entend il participer à la prêtrise ? Si un roi de France reconnaît à un prêtre quelconque le droit de le sacrer aujourd’hui, n’est-ce pas lui reconnaître aussi le droit d’en sacrer un autre demain, à l’imitation du prophète Samuel ? De quel droit un individu quelconque peut-il sacrer un roi de France ? Ce droit vient-il de l’évêque de Rome ? Le roi de France est donc le vassal d’un prince étranger. Ce droit est-il octroyé au prêtre par le roi lui-même ? Le roi se donne donc des droits. (…) Si un sacre est une affaire d’État, pourquoi cette affaire est-elle de pur arbitre ? Si c’est une cérémonie d’amusement, pourquoi la faire payer au peuple plus qu’une partie de chasse ? (…) Quand toute la morale de l’Évangile n’est qu’humilité et simplicité, pourquoi sa pratique n’est-elle que faste et dissipation ? »

### «L'alfabet universel»
À la fin de sa vie, Volney reprend son grand dessein initié en 1795 avec la Simplification des langues orientales. Il publie en 1819 L'alfabet européen appliqué aux langues asiatiques. Considérant que la barrière linguistique, qui fait obstacle au commerce et à la circulation des savoirs, résulte dans une large mesure de la multitude des systèmes d’écriture, « inutile redondance de tant de signes divers pour un fond semblable », il pense qu’une cinquantaine de signes (une vingtaine de voyelles et trente-deux consonnes) suffiraient à figurer la prononciation des différentes langues, facilitant ainsi leur apprentissage.
Il choisit comme base de son « alfabet universel » l’écriture latine. Pour signifier les sons étrangers, il y ajoute des lettres grecques et des caractères originaux de sa confection, ainsi que des diacritiques. En guise d’illustration de sa méthode, il publie la même année L’Hébreu simplifié.
Abel-Rémusat, un jeune sinisant, conteste dans le Journal des savants l’utilité pratique du système de Volney, affirmant que son alphabet est incomplet et qu’il serait illusoire de prétendre l’imposer à des peuples attachés à leurs traditions littéraire et religieuses ; qu’il faudrait pour cela « plus de siècles d’efforts dirigés vers le même but que l’expérience du passé ne permet d’en supposer. »
Malgré le manque d’enthousiasme des orientalistes, Volney défend sa méthode dans un Discours sur l’étude philosophiques des langues prononcé le 7 décembre 1819 devant l’Académie française.
Sainte-Beuve jugera ainsi cet alphabet universel, : « Au lieu de laisser ces langues ce qu’elles sont, de les prendre historiquement et par groupes, et de respecter leur génie, leur physionomie distincte, il veut les traiter un peu comme il a fait les religions, et les faire passer sous le joug d’une unité artificielle qui les dépouille et les dénature. (…) L’homme positif, pour s’être opiniâtré à ses procédés mécaniques d’analyse, est allé cette fois manifestement jusqu’à la chimère. »
Le rêve de Volney sera concrétisé en 1888, avec la création de l’alphabet phonétique international. Un siècle après sa mort, la « révolution des signes » dans la Turquie kémaliste consacrera une autre victoire posthume de ses idées.

### Mort

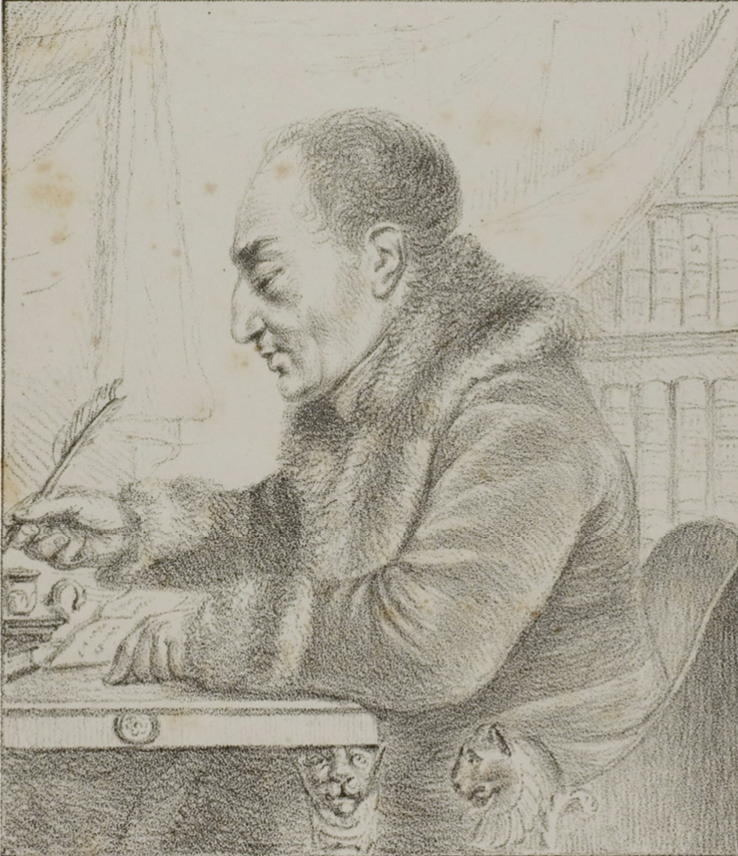
Volney à la fin de sa vie (lithographe de Vivant Denon, Art Institute of Chicago).

En 1818, Volney a vendu sa maison de la rue de La Rochefoucauld et sa propriété de Sarcelles pour acquérir un hôtel avec un grand jardin au 73 rue de Vaugirard, non loin du palais du Luxembourg. Besnard, qui vit chez lui une partie du printemps 1819, voit passer le baron Denon, les comtes Lanjuinais, Chaptal, Destutt de Tracy et Boissy d’Anglas, ou encore le duc de Broglie.
Le 31 mars 1820, en réaction à l’assassinat du duc de Berry, les ultraroyalistes font passer à la Chambre le rétablissement de la censure.
Sentant ses forces le quitter, Volney dicte son testament le 22 avril. Il meurt chez lui trois jours plus tard, le 25 avril 1820, « très décidément incrédule » selon le témoignage de son ami l’abbé Grégoire.
Cédant probablement à une pression politique liée à son statut de pair de France, l’Église accorde à cet hérétique notoire des funérailles chrétiennes, célébrées le 29 avril à Saint-Sulpice. Il est enterré au cimetière du Père-Lachaise, en présence de nombreuses personnalités parmi lesquelles La Rochefoucauld-Liancourt, Daru, Destutt de Tracy, Lanjuinais, Richebourg, Sémonville, Raynouard, Lemercier, Parseval-Grandmaison, Sicard, Picard et Laya, qui prononce l’oraison funèbre.
Le comte Daru salue sa mémoire dans un discours devant la Chambre des pairs le 14 juin, et le marquis de Pastoret, successeur de Volney au 24e fauteuil de l’Académie française, lui rend hommage le 24 août.
Conformément à ses dernières volontés, l’Institut de France crée un prix Volney de philologie comparée, financé par un fonds qu’il avait prévu à cet effet. Les sept membres de la commission chargée de décerner le prix se réunissent pour la première fois au printemps 1822. Trois sont issus de l’Académie française (Daru, Andrieux et Destutt de Tracy), trois de l’Académie des inscriptions et belles-lettres (Langlès, Caussin de Perceval et Silvestre de Sacy), et un de l’Académie des sciences (Cuvier).

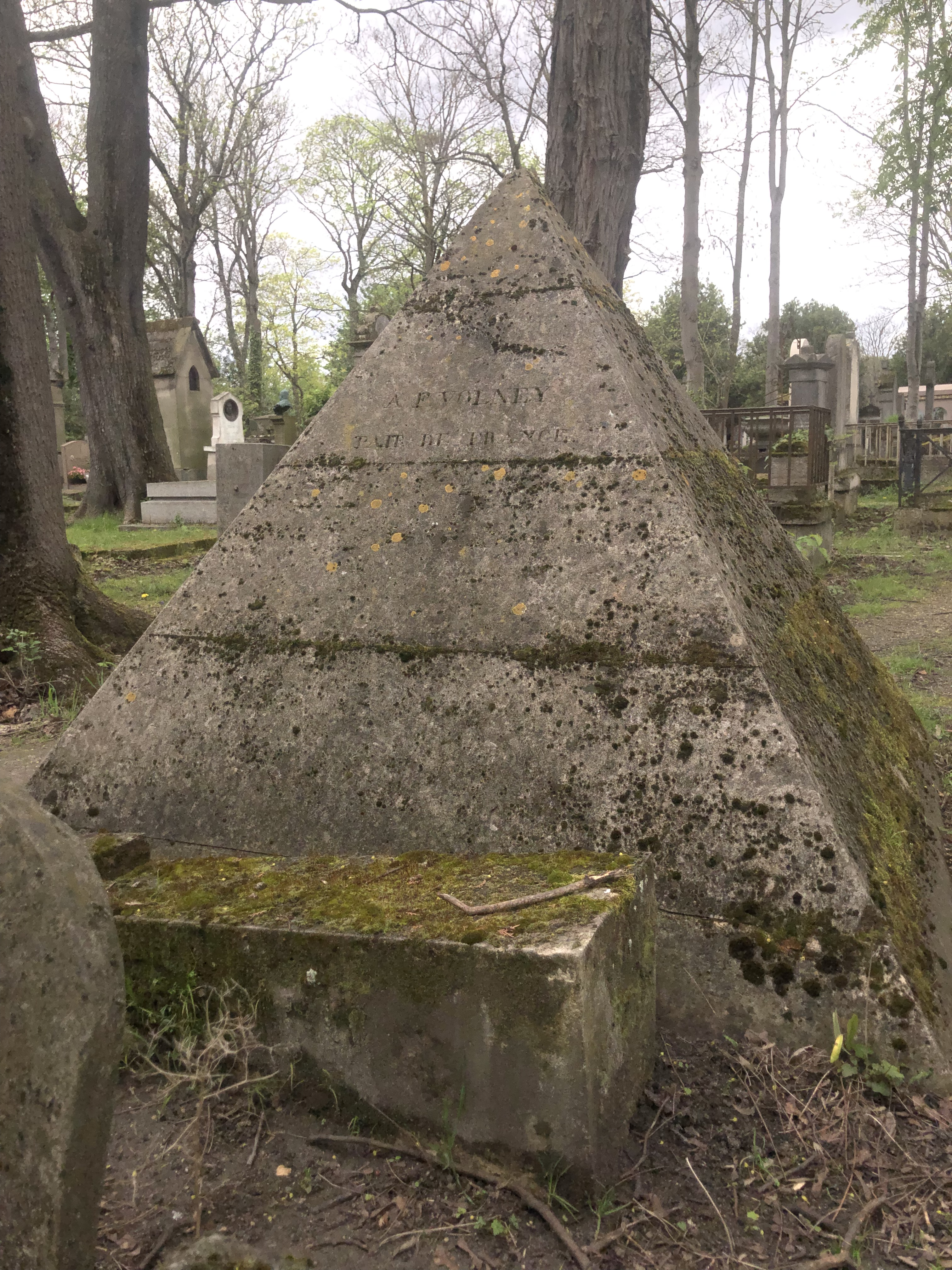
Sépulture de Volney dans la 41e division du cimetière du Père-Lachaise (une pyramide à base carrée mesurant 1,8 mètre de côté pour 1,5 mètre de hauteur).

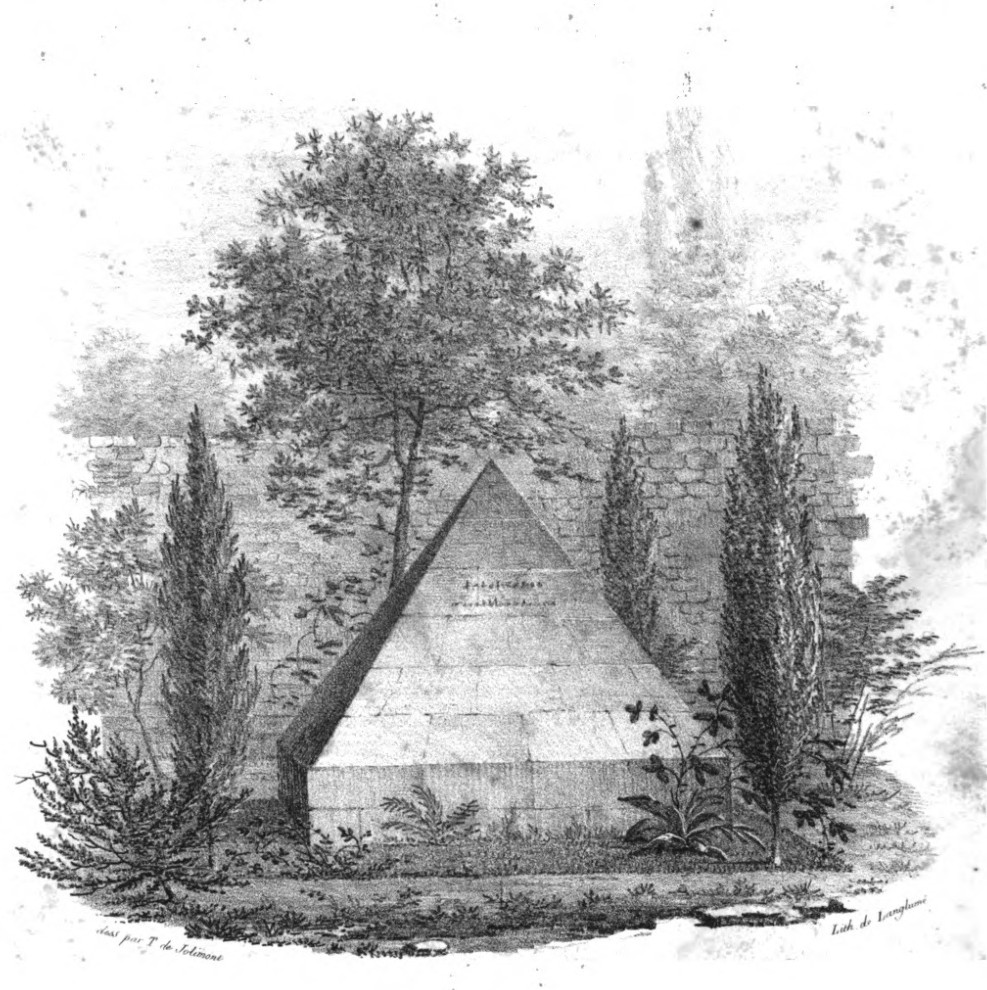
Illustration de Théodore de Jolimont dans Les mausolées français (1821).

## Hommages

### En France
Depuis 1822, le prix Volney est décerné par l’Institut de France à un ouvrage de philologie comparée, sur proposition de l’Académie des inscriptions et belles-lettres.
Il existe depuis 1879 une rue Volney à Paris. Le numéro 7 de cette artère a longtemps accueilli un cercle artistique et littéraire, le Cercle Volney.
D’autres voies publiques portent ce nom à Lyon, Angers, Rennes (boulevard, villa et ex-polyclinique adjacentes, non loin de l'ancien château de Maurepas évoqué plus haut), Brest ou Clermont-Ferrand. Dans sa ville natale de Craon, une place et un collège ont été baptisés en son souvenir.
Une loge maçonnique (la loge Volney) a été fondée en 1911 à Laval (Mayenne).

### Aux États-Unis
La ville de Volney (État de New York, comté d'Oswego) a été renommée ainsi en 1811.
Volney (Iowa, comté d'Allamakee), est répertoriée depuis 1853.
Une troisième localité porte ce nom en Virginie, dans le comté de Grayson.
The Volney est un immeuble résidentiel de la 74e rue (à Manhattan, dans l'Upper East Side), situé non loin du consulat général de France à New York. La poétesse Dorothy Parker y est morte en 1967.

### Postérité littéraire
Dans Frankenstein ou le Prométhée moderne, roman de Mary Shelley (1818), la créature écoute la lecture des Ruines en espionnant une famille française. Ce livre lui permet d'entrevoir l'histoire des civilisations et les différents systèmes politiques et religieux de l'humanité.

## Publications

### Divers
Volney était un contributeur de la Revue encyclopédique. Il avait inséré plusieurs articles dans le Moniteur universel pendant la Révolution française.

### Ses ouvrages

#### 1781-1789
- 1781 : Mémoire sur la Chronologie d'Hérodote
- 1787 : Voyage en Syrie et en Égypte, pendant les années 1783, 1784 & 1785, Paris, Volland et Dessenne. (tome 1 et tome 2 disponibles sur Gallica) ;
- 1788 : Considérations sur la guerre actuelle des Turcs, Londres (en ligne)[198]
- 1788 : Des Conditions nécessaires à la légalité des États généraux, Paris
- 1788 : Lettre de M. C.-F. de Volney à M. le comte de S...t., Paris, 1788[199] ;
- 1789 : Les ruines ou Meditation sur les révolutions des Empires. Précédé d'une notice par le comte Daru, Paris, 1826. Réédition (1789, édition princeps, voir supra)[200]

#### 1790-1799
- 1790 : Chronologie des douze siècles antérieurs au passage de Xercès en Grèce ;
- 1791 : Les Ruines Ou Méditations Sur Les Révolutions Des Empires, Par M.Volney, Député a L'Assemblée Nationale De 1789, Genève[201] ;
- 1793 : La loi naturelle ou Catéchisme du Citoyen français, Grenoble[202],[203] ;
- 1793 : Précis de l'état actuel de la Corse (1793)[204] ;
- 1794 : Simplification des langues orientales, ou méthode nouvelle et facile d'apprendre les langues arabe, persane et turque, avec des caractères européens, Paris, Impr. de la République, an III, in-8° (en ligne sur Gallica);
- 1795 : Letter to Priestley[205] ;

#### 1800-1815
- 1803 : Tableau du climat et du sol des États-Unis d'Amérique Suivi d'éclaircissements sur la Floride, sur la colonie Française au Scioto, sur quelques colonies Canadiennes et sur les Sauvages, Paris[206] ;
- 1805 : Rapport fait à l'Académie Celtique sur l'ouvrage russe de M. le professeur Pallas. « Vocabulaires comparés des langues de toute la terre », Paris ;
- 1808 Recherches nouvelles sur l'histoire ancienne, Paris[207] ;
- 1808 Supplément à l'Hérodote de M. Larcher, Paris ;
- 1809 : Chronologie de Hérodote, conforme à son texte, en réfutation des hypothèses de ses traducteurs et de ses commentateurs, Paris, 1809, Bossange, 1821 ;
- 1813 : Questions de statistique à l'usage des Voyageurs, Paris ;

#### 1816-1820
- 1819 : Histoire de Samuel, inventeur du sacre des rois ; fragment d'un voyageur américain. Paris, 1819, Bossange, 1820, 1822 ;
- 1819 : L'alfabet européen appliqué aux langues asiatiques, Paris, F. Didot, 1819, 2e édition 1826 (édition de 1826 disponible sur Gallica) ;
- 1820 : L'Hébreu simplifié par la méthode alfabétique, contenant un premier essai de la grammaire et un plan du dictionnaire écrit sans lettres hébraïques, et cependant conforme à l'hébreu ; avec des vues nouvelles sur l'enseignement des langues orientales, Paris, J.-M. Eberhart, 1820 (édition de 1826 disponible sur Gallica)[208] ;
- 1820 : Discours sur l'étude philosophique des langues, lu à l'Académie des sciences, Paris 1820[209] ;
- 1822 : Leçons d'histoire prononcées à l'École normale, en l'an III de la République française. Paris, 1799[210] ;
- 1823 : Lettres de M. de Volney à M. le baron de Grimm, suivi de la réponse de ce dernier[211], Paris ;

#### 1820-1899
- 1821 : Œuvres choisies, précédées d'une Notice sur la vie de l'auteur (par Adolphe Bossange). Les ruines. - La loi naturelle. - L'histoire de Samuel, Paris, 1821, Nouvelle édition, Lebigre Frères, 1836. Une Notice sur la vie et les écrits de G.-F. Volney, par Adolphe Bossange, se trouve en tête de l'édition des Œuvres complètes de Volney, publiée chez Bossange, 8 vol. in-8°, Paris, nouvelle édition, mais moins complète, Paris, 1837, grand in-8° ;

### XXe–XXIesiècle
- 1954 : Œuvres complètes. Précédées d'une Notice sur la Vie et les Écrits de l'Auteur, Firmin-Didot.
- 2008 : Observations générales sur les Indiens ou sauvages d’Amérique du Nord, suivi de Les Ruines et de La Loi naturelle. Éditions CODA,  (ISBN 9782-84967-063-7)

### Source partielle
- « Volney », dans Louis-Gabriel Michaud, Biographie universelle ancienne et moderne : histoire par ordre alphabétique de la vie publique et privée de tous les hommes avec la collaboration de plus de 300 savants et littérateurs français ou étrangers, 2e édition, 1843-1865 [détail de l’édition]
- « Volney », dans Alphonse-Victor Angot et Ferdinand Gaugain, Dictionnaire historique, topographique et biographique de la Mayenne, Laval, A. Goupil, 1900-1910 [détail des éditions] (BNF 34106789, présentation en ligne)